# فهرست سیارک‌ها (۱۸۶۰۰۱–۱۸۷۰۰۱)
فهرست سیارک‌ها (۱۸۶۰۰۱ - ۱۸۷۰۰۱) فهرست سیارک‌ها از ۱۸۶۰۰۱ تا ۱۸۷۰۰۱ است.
| نام    | نام انگلیسی | تاریخ کشف       |
| ------ | ----------- | --------------- |
| ۱۸۶۰۰۱ | 2001 QM17   | ۱۶ اوت ۲۰۰۱     |
| ۱۸۶۰۰۲ | 2001 QO44   | ۱۶ اوت ۲۰۰۱     |
| ۱۸۶۰۰۳ | 2001 QD49   | ۱۶ اوت ۲۰۰۱     |
| ۱۸۶۰۰۴ | 2001 QM53   | ۱۶ اوت ۲۰۰۱     |
| ۱۸۶۰۰۵ | 2001 QW54   | ۱۶ اوت ۲۰۰۱     |
| ۱۸۶۰۰۶ | 2001 QF60   | ۱۸ اوت ۲۰۰۱     |
| ۱۸۶۰۰۷ | 2001 QS100  | ۱۸ اوت ۲۰۰۱     |
| ۱۸۶۰۰۸ | 2001 QG102  | ۱۹ اوت ۲۰۰۱     |
| ۱۸۶۰۰۹ | 2001 QB112  | ۲۴ اوت ۲۰۰۱     |
| ۱۸۶۰۱۰ | 2001 QR112  | ۲۵ اوت ۲۰۰۱     |
| ۱۸۶۰۱۱ | 2001 QE118  | ۱۷ اوت ۲۰۰۱     |
| ۱۸۶۰۱۲ | 2001 QE121  | ۱۹ اوت ۲۰۰۱     |
| ۱۸۶۰۱۳ | 2001 QN122  | ۱۹ اوت ۲۰۰۱     |
| ۱۸۶۰۱۴ | 2001 QO127  | ۲۰ اوت ۲۰۰۱     |
| ۱۸۶۰۱۵ | 2001 QF131  | ۲۰ اوت ۲۰۰۱     |
| ۱۸۶۰۱۶ | 2001 QG148  | ۲۰ اوت ۲۰۰۱     |
| ۱۸۶۰۱۷ | 2001 QV150  | ۲۳ اوت ۲۰۰۱     |
| ۱۸۶۰۱۸ | 2001 QZ157  | ۲۳ اوت ۲۰۰۱     |
| ۱۸۶۰۱۹ | 2001 QK163  | ۲۵ اوت ۲۰۰۱     |
| ۱۸۶۰۲۰ | 2001 QL180  | ۲۵ اوت ۲۰۰۱     |
| ۱۸۶۰۲۱ | 2001 QD184  | ۲۱ اوت ۲۰۰۱     |
| ۱۸۶۰۲۲ | 2001 QE196  | ۲۲ اوت ۲۰۰۱     |
| ۱۸۶۰۲۳ | 2001 QO201  | ۲۲ اوت ۲۰۰۱     |
| ۱۸۶۰۲۴ | 2001 QG207  | ۲۳ اوت ۲۰۰۱     |
| ۱۸۶۰۲۵ | 2001 QU215  | ۲۳ اوت ۲۰۰۱     |
| ۱۸۶۰۲۶ | 2001 QZ229  | ۲۴ اوت ۲۰۰۱     |
| ۱۸۶۰۲۷ | 2001 QN245  | ۲۴ اوت ۲۰۰۱     |
| ۱۸۶۰۲۸ | 2001 QL254  | ۲۵ اوت ۲۰۰۱     |
| ۱۸۶۰۲۹ | 2001 QO273  | ۱۹ اوت ۲۰۰۱     |
| ۱۸۶۰۳۰ | 2001 QL285  | ۲۳ اوت ۲۰۰۱     |
| ۱۸۶۰۳۱ | 2001 QO328  | ۲۸ اوت ۲۰۰۱     |
| ۱۸۶۰۳۲ | 2001 RA34   | ۸ سپتامبر ۲۰۰۱  |
| ۱۸۶۰۳۳ | 2001 RZ44   | ۹ سپتامبر ۲۰۰۱  |
| ۱۸۶۰۳۴ | 2001 RB50   | ۱۰ سپتامبر ۲۰۰۱ |
| ۱۸۶۰۳۵ | 2001 RX80   | ۱۳ سپتامبر ۲۰۰۱ |
| ۱۸۶۰۳۶ | 2001 RA84   | ۱۱ سپتامبر ۲۰۰۱ |
| ۱۸۶۰۳۷ | 2001 RO99   | ۱۲ سپتامبر ۲۰۰۱ |
| ۱۸۶۰۳۸ | 2001 RM115  | ۱۲ سپتامبر ۲۰۰۱ |
| ۱۸۶۰۳۹ | 2001 RA116  | ۱۲ سپتامبر ۲۰۰۱ |
| ۱۸۶۰۴۰ | 2001 RB123  | ۱۲ سپتامبر ۲۰۰۱ |
| ۱۸۶۰۴۱ | 2001 RU126  | ۱۲ سپتامبر ۲۰۰۱ |
| ۱۸۶۰۴۲ | 2001 RJ155  | ۱۲ سپتامبر ۲۰۰۱ |
| ۱۸۶۰۴۳ | 2001 SA1    | ۱۷ سپتامبر ۲۰۰۱ |
| ۱۸۶۰۴۴ | 2001 SZ1    | ۱۷ سپتامبر ۲۰۰۱ |
| ۱۸۶۰۴۵ | 2001 SK13   | ۱۶ سپتامبر ۲۰۰۱ |
| ۱۸۶۰۴۶ | 2001 SK17   | ۱۶ سپتامبر ۲۰۰۱ |
| ۱۸۶۰۴۷ | 2001 SA18   | ۱۶ سپتامبر ۲۰۰۱ |
| ۱۸۶۰۴۸ | 2001 SV23   | ۱۶ سپتامبر ۲۰۰۱ |
| ۱۸۶۰۴۹ | 2001 SP32   | ۱۶ سپتامبر ۲۰۰۱ |
| ۱۸۶۰۵۰ | 2001 SA40   | ۱۶ سپتامبر ۲۰۰۱ |
| ۱۸۶۰۵۱ | 2001 SO50   | ۱۶ سپتامبر ۲۰۰۱ |
| ۱۸۶۰۵۲ | 2001 SX51   | ۱۶ سپتامبر ۲۰۰۱ |
| ۱۸۶۰۵۳ | 2001 ST52   | ۱۶ سپتامبر ۲۰۰۱ |
| ۱۸۶۰۵۴ | 2001 SC54   | ۱۶ سپتامبر ۲۰۰۱ |
| ۱۸۶۰۵۵ | 2001 ST64   | ۱۷ سپتامبر ۲۰۰۱ |
| ۱۸۶۰۵۶ | 2001 ST67   | ۱۷ سپتامبر ۲۰۰۱ |
| ۱۸۶۰۵۷ | 2001 SF68   | ۱۷ سپتامبر ۲۰۰۱ |
| ۱۸۶۰۵۸ | 2001 SP102  | ۲۰ سپتامبر ۲۰۰۱ |
| ۱۸۶۰۵۹ | 2001 SA125  | ۱۶ سپتامبر ۲۰۰۱ |
| ۱۸۶۰۶۰ | 2001 SJ134  | ۱۶ سپتامبر ۲۰۰۱ |
| ۱۸۶۰۶۱ | 2001 SG135  | ۱۶ سپتامبر ۲۰۰۱ |
| ۱۸۶۰۶۲ | 2001 SQ150  | ۱۷ سپتامبر ۲۰۰۱ |
| ۱۸۶۰۶۳ | 2001 SC166  | ۱۹ سپتامبر ۲۰۰۱ |
| ۱۸۶۰۶۴ | 2001 SS166  | ۱۹ سپتامبر ۲۰۰۱ |
| ۱۸۶۰۶۵ | 2001 SK167  | ۱۹ سپتامبر ۲۰۰۱ |
| ۱۸۶۰۶۶ | 2001 SA173  | ۱۶ سپتامبر ۲۰۰۱ |
| ۱۸۶۰۶۷ | 2001 SQ173  | ۱۶ سپتامبر ۲۰۰۱ |
| ۱۸۶۰۶۸ | 2001 SU176  | ۱۶ سپتامبر ۲۰۰۱ |
| ۱۸۶۰۶۹ | 2001 SP177  | ۱۶ سپتامبر ۲۰۰۱ |
| ۱۸۶۰۷۰ | 2001 SO192  | ۱۹ سپتامبر ۲۰۰۱ |
| ۱۸۶۰۷۱ | 2001 SF206  | ۱۹ سپتامبر ۲۰۰۱ |
| ۱۸۶۰۷۲ | 2001 SL207  | ۱۹ سپتامبر ۲۰۰۱ |
| ۱۸۶۰۷۳ | 2001 SA216  | ۱۹ سپتامبر ۲۰۰۱ |
| ۱۸۶۰۷۴ | 2001 SO219  | ۱۹ سپتامبر ۲۰۰۱ |
| ۱۸۶۰۷۵ | 2001 SF221  | ۱۹ سپتامبر ۲۰۰۱ |
| ۱۸۶۰۷۶ | 2001 SL226  | ۱۹ سپتامبر ۲۰۰۱ |
| ۱۸۶۰۷۷ | 2001 SB227  | ۱۹ سپتامبر ۲۰۰۱ |
| ۱۸۶۰۷۸ | 2001 SL227  | ۱۹ سپتامبر ۲۰۰۱ |
| ۱۸۶۰۷۹ | 2001 SU227  | ۱۹ سپتامبر ۲۰۰۱ |
| ۱۸۶۰۸۰ | 2001 SO230  | ۱۹ سپتامبر ۲۰۰۱ |
| ۱۸۶۰۸۱ | 2001 SV235  | ۱۹ سپتامبر ۲۰۰۱ |
| ۱۸۶۰۸۲ | 2001 SQ238  | ۱۹ سپتامبر ۲۰۰۱ |
| ۱۸۶۰۸۳ | 2001 SU239  | ۱۹ سپتامبر ۲۰۰۱ |
| ۱۸۶۰۸۴ | 2001 SD245  | ۱۹ سپتامبر ۲۰۰۱ |
| ۱۸۶۰۸۵ | 2001 SZ247  | ۱۹ سپتامبر ۲۰۰۱ |
| ۱۸۶۰۸۶ | 2001 SW258  | ۲۰ سپتامبر ۲۰۰۱ |
| ۱۸۶۰۸۷ | 2001 SP259  | ۲۰ سپتامبر ۲۰۰۱ |
| ۱۸۶۰۸۸ | 2001 SV276  | ۲۱ سپتامبر ۲۰۰۱ |
| ۱۸۶۰۸۹ | 2001 SM288  | ۲۸ سپتامبر ۲۰۰۱ |
| ۱۸۶۰۹۰ | 2001 SS293  | ۱۹ سپتامبر ۲۰۰۱ |
| ۱۸۶۰۹۱ | 2001 SD295  | ۲۰ سپتامبر ۲۰۰۱ |
| ۱۸۶۰۹۲ | 2001 SK303  | ۲۰ سپتامبر ۲۰۰۱ |
| ۱۸۶۰۹۳ | 2001 SD313  | ۲۱ سپتامبر ۲۰۰۱ |
| ۱۸۶۰۹۴ | 2001 SG336  | ۲۰ سپتامبر ۲۰۰۱ |
| ۱۸۶۰۹۵ | 2001 SV345  | ۲۳ سپتامبر ۲۰۰۱ |
| ۱۸۶۰۹۶ | 2001 SQ353  | ۲۵ سپتامبر ۲۰۰۱ |
| ۱۸۶۰۹۷ | 2001 SG354  | ۱۸ سپتامبر ۲۰۰۱ |
| ۱۸۶۰۹۸ | 2001 TR2    | ۶ اکتبر ۲۰۰۱    |
| ۱۸۶۰۹۹ | 2001 TY18   | ۱۳ اکتبر ۲۰۰۱   |
| ۱۸۶۱۰۰ | 2001 TN25   | ۱۴ اکتبر ۲۰۰۱   |
| ۱۸۶۱۰۱ | 2001 TU31   | ۱۴ اکتبر ۲۰۰۱   |
| ۱۸۶۱۰۲ | 2001 TB37   | ۱۴ اکتبر ۲۰۰۱   |
| ۱۸۶۱۰۳ | 2001 TQ38   | ۱۴ اکتبر ۲۰۰۱   |
| ۱۸۶۱۰۴ | 2001 TZ48   | ۱۵ اکتبر ۲۰۰۱   |
| ۱۸۶۱۰۵ | 2001 TF52   | ۱۳ اکتبر ۲۰۰۱   |
| ۱۸۶۱۰۶ | 2001 TW56   | ۱۴ اکتبر ۲۰۰۱   |
| ۱۸۶۱۰۷ | 2001 TG71   | ۱۳ اکتبر ۲۰۰۱   |
| ۱۸۶۱۰۸ | 2001 TB72   | ۱۳ اکتبر ۲۰۰۱   |
| ۱۸۶۱۰۹ | 2001 TH80   | ۱۳ اکتبر ۲۰۰۱   |
| ۱۸۶۱۱۰ | 2001 TB82   | ۱۴ اکتبر ۲۰۰۱   |
| ۱۸۶۱۱۱ | 2001 TV92   | ۱۴ اکتبر ۲۰۰۱   |
| ۱۸۶۱۱۲ | 2001 TR95   | ۱۴ اکتبر ۲۰۰۱   |
| ۱۸۶۱۱۳ | 2001 TP100  | ۱۴ اکتبر ۲۰۰۱   |
| ۱۸۶۱۱۴ | 2001 TC109  | ۱۴ اکتبر ۲۰۰۱   |
| ۱۸۶۱۱۵ | 2001 TL113  | ۱۴ اکتبر ۲۰۰۱   |
| ۱۸۶۱۱۶ | 2001 TV126  | ۱۳ اکتبر ۲۰۰۱   |
| ۱۸۶۱۱۷ | 2001 TC128  | ۱۰ اکتبر ۲۰۰۱   |
| ۱۸۶۱۱۸ | 2001 TG138  | ۱۰ اکتبر ۲۰۰۱   |
| ۱۸۶۱۱۹ | 2001 TG139  | ۱۰ اکتبر ۲۰۰۱   |
| ۱۸۶۱۲۰ | 2001 TM140  | ۱۰ اکتبر ۲۰۰۱   |
| ۱۸۶۱۲۱ | 2001 TU143  | ۱۰ اکتبر ۲۰۰۱   |
| ۱۸۶۱۲۲ | 2001 TH145  | ۱۰ اکتبر ۲۰۰۱   |
| ۱۸۶۱۲۳ | 2001 TW146  | ۱۰ اکتبر ۲۰۰۱   |
| ۱۸۶۱۲۴ | 2001 TF148  | ۱۰ اکتبر ۲۰۰۱   |
| ۱۸۶۱۲۵ | 2001 TM150  | ۱۰ اکتبر ۲۰۰۱   |
| ۱۸۶۱۲۶ | 2001 TT150  | ۱۰ اکتبر ۲۰۰۱   |
| ۱۸۶۱۲۷ | 2001 TM152  | ۱۰ اکتبر ۲۰۰۱   |
| ۱۸۶۱۲۸ | 2001 TP154  | ۱۵ اکتبر ۲۰۰۱   |
| ۱۸۶۱۲۹ | 2001 TO159  | ۱۱ اکتبر ۲۰۰۱   |
| ۱۸۶۱۳۰ | 2001 TL162  | ۱۱ اکتبر ۲۰۰۱   |
| ۱۸۶۱۳۱ | 2001 TJ164  | ۱۱ اکتبر ۲۰۰۱   |
| ۱۸۶۱۳۲ | 2001 TC165  | ۱۵ اکتبر ۲۰۰۱   |
| ۱۸۶۱۳۳ | 2001 TF165  | ۱۵ اکتبر ۲۰۰۱   |
| ۱۸۶۱۳۴ | 2001 TM171  | ۱۵ اکتبر ۲۰۰۱   |
| ۱۸۶۱۳۵ | 2001 TN192  | ۱۴ اکتبر ۲۰۰۱   |
| ۱۸۶۱۳۶ | 2001 TG196  | ۱۴ اکتبر ۲۰۰۱   |
| ۱۸۶۱۳۷ | 2001 TZ204  | ۱۱ اکتبر ۲۰۰۱   |
| ۱۸۶۱۳۸ | 2001 TK206  | ۱۱ اکتبر ۲۰۰۱   |
| ۱۸۶۱۳۹ | 2001 TE207  | ۱۱ اکتبر ۲۰۰۱   |
| ۱۸۶۱۴۰ | 2001 TX214  | ۱۳ اکتبر ۲۰۰۱   |
| ۱۸۶۱۴۱ | 2001 TO217  | ۱۴ اکتبر ۲۰۰۱   |
| ۱۸۶۱۴۲ | 2001 TO245  | ۱۴ اکتبر ۲۰۰۱   |
| ۱۸۶۱۴۳ | 2001 TB257  | ۱۵ اکتبر ۲۰۰۱   |
| ۱۸۶۱۴۴ | 2001 UN9    | ۱۷ اکتبر ۲۰۰۱   |
| ۱۸۶۱۴۵ | 2001 US10   | ۲۱ اکتبر ۲۰۰۱   |
| ۱۸۶۱۴۶ | 2001 US19   | ۱۷ اکتبر ۲۰۰۱   |
| ۱۸۶۱۴۷ | 2001 UL20   | ۱۷ اکتبر ۲۰۰۱   |
| ۱۸۶۱۴۸ | 2001 UA29   | ۱۶ اکتبر ۲۰۰۱   |
| ۱۸۶۱۴۹ | 2001 UE37   | ۱۶ اکتبر ۲۰۰۱   |
| ۱۸۶۱۵۰ | 2001 UP38   | ۱۷ اکتبر ۲۰۰۱   |
| ۱۸۶۱۵۱ | 2001 UW56   | ۱۷ اکتبر ۲۰۰۱   |
| ۱۸۶۱۵۲ | 2001 UL61   | ۱۷ اکتبر ۲۰۰۱   |
| ۱۸۶۱۵۳ | 2001 UN66   | ۱۸ اکتبر ۲۰۰۱   |
| ۱۸۶۱۵۴ | 2001 UW99   | ۱۷ اکتبر ۲۰۰۱   |
| ۱۸۶۱۵۵ | 2001 UX102  | ۲۰ اکتبر ۲۰۰۱   |
| ۱۸۶۱۵۶ | 2001 UD105  | ۲۰ اکتبر ۲۰۰۱   |
| ۱۸۶۱۵۷ | 2001 UH106  | ۲۰ اکتبر ۲۰۰۱   |
| ۱۸۶۱۵۸ | 2001 UF107  | ۲۰ اکتبر ۲۰۰۱   |
| ۱۸۶۱۵۹ | 2001 US110  | ۲۱ اکتبر ۲۰۰۱   |
| ۱۸۶۱۶۰ | 2001 UL116  | ۲۲ اکتبر ۲۰۰۱   |
| ۱۸۶۱۶۱ | 2001 UW120  | ۲۲ اکتبر ۲۰۰۱   |
| ۱۸۶۱۶۲ | 2001 UT130  | ۲۰ اکتبر ۲۰۰۱   |
| ۱۸۶۱۶۳ | 2001 UP133  | ۲۱ اکتبر ۲۰۰۱   |
| ۱۸۶۱۶۴ | 2001 UT133  | ۲۱ اکتبر ۲۰۰۱   |
| ۱۸۶۱۶۵ | 2001 UG134  | ۲۱ اکتبر ۲۰۰۱   |
| ۱۸۶۱۶۶ | 2001 UK137  | ۲۳ اکتبر ۲۰۰۱   |
| ۱۸۶۱۶۷ | 2001 US137  | ۲۳ اکتبر ۲۰۰۱   |
| ۱۸۶۱۶۸ | 2001 UO139  | ۲۳ اکتبر ۲۰۰۱   |
| ۱۸۶۱۶۹ | 2001 UQ143  | ۲۳ اکتبر ۲۰۰۱   |
| ۱۸۶۱۷۰ | 2001 UY143  | ۲۳ اکتبر ۲۰۰۱   |
| ۱۸۶۱۷۱ | 2001 UY148  | ۲۳ اکتبر ۲۰۰۱   |
| ۱۸۶۱۷۲ | 2001 UR150  | ۲۳ اکتبر ۲۰۰۱   |
| ۱۸۶۱۷۳ | 2001 UZ155  | ۲۳ اکتبر ۲۰۰۱   |
| ۱۸۶۱۷۴ | 2001 UL165  | ۲۳ اکتبر ۲۰۰۱   |
| ۱۸۶۱۷۵ | 2001 UY166  | ۲۴ اکتبر ۲۰۰۱   |
| ۱۸۶۱۷۶ | 2001 UL172  | ۱۸ اکتبر ۲۰۰۱   |
| ۱۸۶۱۷۷ | 2001 UH175  | ۲۴ اکتبر ۲۰۰۱   |
| ۱۸۶۱۷۸ | 2001 UT184  | ۱۶ اکتبر ۲۰۰۱   |
| ۱۸۶۱۷۹ | 2001 UA197  | ۱۹ اکتبر ۲۰۰۱   |
| ۱۸۶۱۸۰ | 2001 UZ203  | ۱۹ اکتبر ۲۰۰۱   |
| ۱۸۶۱۸۱ | 2001 UK204  | ۱۹ اکتبر ۲۰۰۱   |
| ۱۸۶۱۸۲ | 2001 UU208  | ۲۰ اکتبر ۲۰۰۱   |
| ۱۸۶۱۸۳ | 2001 UZ227  | ۱۹ اکتبر ۲۰۰۱   |
| ۱۸۶۱۸۳ | 2001 VT     | ۶ نوامبر ۲۰۰۱   |
| ۱۸۶۱۸۵ | 2001 VH8    | ۹ نوامبر ۲۰۰۱   |
| ۱۸۶۱۸۶ | 2001 VV8    | ۹ نوامبر ۲۰۰۱   |
| ۱۸۶۱۸۷ | 2001 VX31   | ۹ نوامبر ۲۰۰۱   |
| ۱۸۶۱۸۸ | 2001 VU48   | ۹ نوامبر ۲۰۰۱   |
| ۱۸۶۱۸۹ | 2001 VM54   | ۱۰ نوامبر ۲۰۰۱  |
| ۱۸۶۱۹۰ | 2001 VX75   | ۱۵ نوامبر ۲۰۰۱  |
| ۱۸۶۱۹۱ | 2001 VX86   | ۱۵ نوامبر ۲۰۰۱  |
| ۱۸۶۱۹۲ | 2001 VD89   | ۱۲ نوامبر ۲۰۰۱  |
| ۱۸۶۱۹۳ | 2001 VF90   | ۱۵ نوامبر ۲۰۰۱  |
| ۱۸۶۱۹۴ | 2001 VH91   | ۱۵ نوامبر ۲۰۰۱  |
| ۱۸۶۱۹۵ | 2001 VB94   | ۱۵ نوامبر ۲۰۰۱  |
| ۱۸۶۱۹۶ | 2001 VU96   | ۱۵ نوامبر ۲۰۰۱  |
| ۱۸۶۱۹۷ | 2001 VQ104  | ۱۲ نوامبر ۲۰۰۱  |
| ۱۸۶۱۹۸ | 2001 VP111  | ۱۲ نوامبر ۲۰۰۱  |
| ۱۸۶۱۹۹ | 2001 VT121  | ۱۵ نوامبر ۲۰۰۱  |
| ۱۸۶۲۰۰ | 2001 VJ124  | ۹ نوامبر ۲۰۰۱   |
| ۱۸۶۲۰۱ | 2001 VP124  | ۹ نوامبر ۲۰۰۱   |
| ۱۸۶۲۰۲ | 2001 VZ124  | ۱۱ نوامبر ۲۰۰۱  |
| ۱۸۶۲۰۳ | 2001 WL8    | ۱۷ نوامبر ۲۰۰۱  |
| ۱۸۶۲۰۴ | 2001 WT14   | ۱۷ نوامبر ۲۰۰۱  |
| ۱۸۶۲۰۵ | 2001 WF25   | ۱۷ نوامبر ۲۰۰۱  |
| ۱۸۶۲۰۶ | 2001 WL25   | ۱۷ نوامبر ۲۰۰۱  |
| ۱۸۶۲۰۷ | 2001 WQ26   | ۱۷ نوامبر ۲۰۰۱  |
| ۱۸۶۲۰۸ | 2001 WX26   | ۱۷ نوامبر ۲۰۰۱  |
| ۱۸۶۲۰۹ | 2001 WT34   | ۱۷ نوامبر ۲۰۰۱  |
| ۱۸۶۲۱۰ | 2001 WH35   | ۱۷ نوامبر ۲۰۰۱  |
| ۱۸۶۲۱۱ | 2001 WJ37   | ۱۷ نوامبر ۲۰۰۱  |
| ۱۸۶۲۱۲ | 2001 WZ37   | ۱۷ نوامبر ۲۰۰۱  |
| ۱۸۶۲۱۳ | 2001 WA43   | ۱۸ نوامبر ۲۰۰۱  |
| ۱۸۶۲۱۴ | 2001 WW47   | ۱۹ نوامبر ۲۰۰۱  |
| ۱۸۶۲۱۵ | 2001 WE48   | ۱۹ نوامبر ۲۰۰۱  |
| ۱۸۶۲۱۶ | 2001 WM48   | ۱۹ نوامبر ۲۰۰۱  |
| ۱۸۶۲۱۷ | 2001 WN48   | ۱۹ نوامبر ۲۰۰۱  |
| ۱۸۶۲۱۸ | 2001 WP60   | ۱۹ نوامبر ۲۰۰۱  |
| ۱۸۶۲۱۹ | 2001 WQ63   | ۱۹ نوامبر ۲۰۰۱  |
| ۱۸۶۲۲۰ | 2001 WS77   | ۲۰ نوامبر ۲۰۰۱  |
| ۱۸۶۲۲۱ | 2001 WC79   | ۲۰ نوامبر ۲۰۰۱  |
| ۱۸۶۲۲۲ | 2001 WA81   | ۲۰ نوامبر ۲۰۰۱  |
| ۱۸۶۲۲۳ | 2001 WN83   | ۲۰ نوامبر ۲۰۰۱  |
| ۱۸۶۲۲۴ | 2001 WF87   | ۱۹ نوامبر ۲۰۰۱  |
| ۱۸۶۲۲۵ | 2001 WP87   | ۱۹ نوامبر ۲۰۰۱  |
| ۱۸۶۲۲۶ | 2001 WC102  | ۱۸ نوامبر ۲۰۰۱  |
| ۱۸۶۲۲۷ | 2001 XN10   | ۹ دسامبر ۲۰۰۱   |
| ۱۸۶۲۲۸ | 2001 XK41   | ۹ دسامبر ۲۰۰۱   |
| ۱۸۶۲۲۹ | 2001 XF43   | ۹ دسامبر ۲۰۰۱   |
| ۱۸۶۲۳۰ | 2001 XW82   | ۱۱ دسامبر ۲۰۰۱  |
| ۱۸۶۲۳۱ | 2001 XK83   | ۱۱ دسامبر ۲۰۰۱  |
| ۱۸۶۲۳۲ | 2001 XX83   | ۱۱ دسامبر ۲۰۰۱  |
| ۱۸۶۲۳۳ | 2001 XU84   | ۱۱ دسامبر ۲۰۰۱  |
| ۱۸۶۲۳۴ | 2001 XP93   | ۱۰ دسامبر ۲۰۰۱  |
| ۱۸۶۲۳۵ | 2001 XS102  | ۱۳ دسامبر ۲۰۰۱  |
| ۱۸۶۲۳۶ | 2001 XO121  | ۱۴ دسامبر ۲۰۰۱  |
| ۱۸۶۲۳۷ | 2001 XC124  | ۱۴ دسامبر ۲۰۰۱  |
| ۱۸۶۲۳۸ | 2001 XJ139  | ۱۴ دسامبر ۲۰۰۱  |
| ۱۸۶۲۳۹ | 2001 XP140  | ۱۴ دسامبر ۲۰۰۱  |
| ۱۸۶۲۴۰ | 2001 XS143  | ۱۴ دسامبر ۲۰۰۱  |
| ۱۸۶۲۴۱ | 2001 XZ146  | ۱۴ دسامبر ۲۰۰۱  |
| ۱۸۶۲۴۲ | 2001 XB156  | ۱۴ دسامبر ۲۰۰۱  |
| ۱۸۶۲۴۳ | 2001 XZ157  | ۱۴ دسامبر ۲۰۰۱  |
| ۱۸۶۲۴۴ | 2001 XQ163  | ۱۴ دسامبر ۲۰۰۱  |
| ۱۸۶۲۴۵ | 2001 XA165  | ۱۴ دسامبر ۲۰۰۱  |
| ۱۸۶۲۴۶ | 2001 XD170  | ۱۴ دسامبر ۲۰۰۱  |
| ۱۸۶۲۴۷ | 2001 XY191  | ۱۴ دسامبر ۲۰۰۱  |
| ۱۸۶۲۴۸ | 2001 XS203  | ۱۱ دسامبر ۲۰۰۱  |
| ۱۸۶۲۴۹ | 2001 XV208  | ۱۱ دسامبر ۲۰۰۱  |
| ۱۸۶۲۵۰ | 2001 XJ213  | ۱۱ دسامبر ۲۰۰۱  |
| ۱۸۶۲۵۱ | 2001 XH219  | ۱۵ دسامبر ۲۰۰۱  |
| ۱۸۶۲۵۲ | 2001 XF222  | ۱۵ دسامبر ۲۰۰۱  |
| ۱۸۶۲۵۳ | 2001 XN234  | ۱۵ دسامبر ۲۰۰۱  |
| ۱۸۶۲۵۴ | 2001 XK241  | ۱۴ دسامبر ۲۰۰۱  |
| ۱۸۶۲۵۵ | 2001 XV249  | ۱۴ دسامبر ۲۰۰۱  |
| ۱۸۶۲۵۶ | 2001 XV250  | ۱۴ دسامبر ۲۰۰۱  |
| ۱۸۶۲۵۷ | 2001 YR4    | ۲۳ دسامبر ۲۰۰۱  |
| ۱۸۶۲۵۸ | 2001 YE9    | ۱۷ دسامبر ۲۰۰۱  |
| ۱۸۶۲۵۹ | 2001 YV12   | ۱۷ دسامبر ۲۰۰۱  |
| ۱۸۶۲۶۰ | 2001 YZ18   | ۱۷ دسامبر ۲۰۰۱  |
| ۱۸۶۲۶۱ | 2001 YD22   | ۱۸ دسامبر ۲۰۰۱  |
| ۱۸۶۲۶۲ | 2001 YA36   | ۱۸ دسامبر ۲۰۰۱  |
| ۱۸۶۲۶۳ | 2001 YL44   | ۱۸ دسامبر ۲۰۰۱  |
| ۱۸۶۲۶۴ | 2001 YT65   | ۱۸ دسامبر ۲۰۰۱  |
| ۱۸۶۲۶۵ | 2001 YS67   | ۱۸ دسامبر ۲۰۰۱  |
| ۱۸۶۲۶۶ | 2001 YF97   | ۱۷ دسامبر ۲۰۰۱  |
| ۱۸۶۲۶۷ | 2001 YB101  | ۱۷ دسامبر ۲۰۰۱  |
| ۱۸۶۲۶۸ | 2001 YU114  | ۱۹ دسامبر ۲۰۰۱  |
| ۱۸۶۲۶۹ | 2001 YC132  | ۱۹ دسامبر ۲۰۰۱  |
| ۱۸۶۲۷۰ | 2001 YR137  | ۲۲ دسامبر ۲۰۰۱  |
| ۱۸۶۲۷۱ | 2001 YU138  | ۲۰ دسامبر ۲۰۰۱  |
| ۱۸۶۲۷۲ | 2001 YZ140  | ۱۷ دسامبر ۲۰۰۱  |
| ۱۸۶۲۷۳ | 2001 YE154  | ۱۹ دسامبر ۲۰۰۱  |
| ۱۸۶۲۷۴ | 2002 AY4    | ۳ ژانویه ۲۰۰۲   |
| ۱۸۶۲۷۵ | 2002 AK31   | ۱۱ ژانویه ۲۰۰۲  |
| ۱۸۶۲۷۶ | 2002 AW48   | ۹ ژانویه ۲۰۰۲   |
| ۱۸۶۲۷۷ | 2002 AR57   | ۹ ژانویه ۲۰۰۲   |
| ۱۸۶۲۷۸ | 2002 AY96   | ۸ ژانویه ۲۰۰۲   |
| ۱۸۶۲۷۹ | 2002 AN103  | ۹ ژانویه ۲۰۰۲   |
| ۱۸۶۲۸۰ | 2002 AW108  | ۹ ژانویه ۲۰۰۲   |
| ۱۸۶۲۸۱ | 2002 AZ129  | ۱۵ ژانویه ۲۰۰۲  |
| ۱۸۶۲۸۲ | 2002 AQ148  | ۱۱ ژانویه ۲۰۰۲  |
| ۱۸۶۲۸۳ | 2002 AT155  | ۱۴ ژانویه ۲۰۰۲  |
| ۱۸۶۲۸۴ | 2002 AT158  | ۱۳ ژانویه ۲۰۰۲  |
| ۱۸۶۲۸۵ | 2002 AP165  | ۱۳ ژانویه ۲۰۰۲  |
| ۱۸۶۲۸۶ | 2002 AA177  | ۱۴ ژانویه ۲۰۰۲  |
| ۱۸۶۲۸۷ | 2002 AU187  | ۸ ژانویه ۲۰۰۲   |
| ۱۸۶۲۸۸ | 2002 BS3    | ۱۸ ژانویه ۲۰۰۲  |
| ۱۸۶۲۸۹ | 2002 BB19   | ۲۱ ژانویه ۲۰۰۲  |
| ۱۸۶۲۹۰ | 2002 BZ24   | ۲۳ ژانویه ۲۰۰۲  |
| ۱۸۶۲۹۱ | 2002 BT28   | ۱۹ ژانویه ۲۰۰۲  |
| ۱۸۶۲۹۲ | 2002 CN41   | ۷ فوریه ۲۰۰۲    |
| ۱۸۶۲۹۳ | 2002 CL47   | ۳ فوریه ۲۰۰۲    |
| ۱۸۶۲۹۴ | 2002 CP62   | ۶ فوریه ۲۰۰۲    |
| ۱۸۶۲۹۵ | 2002 CM74   | ۷ فوریه ۲۰۰۲    |
| ۱۸۶۲۹۶ | 2002 CV80   | ۷ فوریه ۲۰۰۲    |
| ۱۸۶۲۹۷ | 2002 CV89   | ۷ فوریه ۲۰۰۲    |
| ۱۸۶۲۹۸ | 2002 CG93   | ۷ فوریه ۲۰۰۲    |
| ۱۸۶۲۹۹ | 2002 CA100  | ۷ فوریه ۲۰۰۲    |
| ۱۸۶۳۰۰ | 2002 CV100  | ۷ فوریه ۲۰۰۲    |
| ۱۸۶۳۰۱ | 2002 CG103  | ۷ فوریه ۲۰۰۲    |
| ۱۸۶۳۰۲ | 2002 CC117  | ۱۴ فوریه ۲۰۰۲   |
| ۱۸۶۳۰۳ | 2002 CV124  | ۷ فوریه ۲۰۰۲    |
| ۱۸۶۳۰۴ | 2002 CQ125  | ۷ فوریه ۲۰۰۲    |
| ۱۸۶۳۰۵ | 2002 CQ128  | ۷ فوریه ۲۰۰۲    |
| ۱۸۶۳۰۶ | 2002 CH136  | ۸ فوریه ۲۰۰۲    |
| ۱۸۶۳۰۷ | 2002 CQ161  | ۸ فوریه ۲۰۰۲    |
| ۱۸۶۳۰۸ | 2002 CL184  | ۱۰ فوریه ۲۰۰۲   |
| ۱۸۶۳۰۹ | 2002 CJ190  | ۱۰ فوریه ۲۰۰۲   |
| ۱۸۶۳۱۰ | 2002 CX190  | ۱۰ فوریه ۲۰۰۲   |
| ۱۸۶۳۱۱ | 2002 CD204  | ۱۰ فوریه ۲۰۰۲   |
| ۱۸۶۳۱۲ | 2002 CZ204  | ۱۰ فوریه ۲۰۰۲   |
| ۱۸۶۳۱۳ | 2002 CY216  | ۱۰ فوریه ۲۰۰۲   |
| ۱۸۶۳۱۴ | 2002 CP224  | ۱۱ فوریه ۲۰۰۲   |
| ۱۸۶۳۱۵ | 2002 CZ234  | ۱۰ فوریه ۲۰۰۲   |
| ۱۸۶۳۱۶ | 2002 CA237  | ۱۰ فوریه ۲۰۰۲   |
| ۱۸۶۳۱۷ | 2002 CF256  | ۴ فوریه ۲۰۰۲    |
| ۱۸۶۳۱۸ | 2002 CS256  | ۴ فوریه ۲۰۰۲    |
| ۱۸۶۳۱۹ | 2002 CS267  | ۷ فوریه ۲۰۰۲    |
| ۱۸۶۳۲۰ | 2002 CF273  | ۸ فوریه ۲۰۰۲    |
| ۱۸۶۳۲۱ | 2002 CZ274  | ۸ فوریه ۲۰۰۲    |
| ۱۸۶۳۲۲ | 2002 CG289  | ۱۰ فوریه ۲۰۰۲   |
| ۱۸۶۳۲۳ | 2002 DH3    | ۲۱ فوریه ۲۰۰۲   |
| ۱۸۶۳۲۴ | 2002 DF4    | ۲۱ فوریه ۲۰۰۲   |
| ۱۸۶۳۲۵ | 2002 DC9    | ۱۹ فوریه ۲۰۰۲   |
| ۱۸۶۳۲۶ | 2002 DO12   | ۲۲ فوریه ۲۰۰۲   |
| ۱۸۶۳۲۷ | 2002 DO16   | ۲۰ فوریه ۲۰۰۲   |
| ۱۸۶۳۲۸ | 2002 DN17   | ۱۹ فوریه ۲۰۰۲   |
| ۱۸۶۳۲۹ | 2002 DO18   | ۲۱ فوریه ۲۰۰۲   |
| ۱۸۶۳۳۰ | 2002 EX15   | ۶ مارس ۲۰۰۲     |
| ۱۸۶۳۳۱ | 2002 EU20   | ۹ مارس ۲۰۰۲     |
| ۱۸۶۳۳۲ | 2002 EL21   | ۱۰ مارس ۲۰۰۲    |
| ۱۸۶۳۳۳ | 2002 EN23   | ۵ مارس ۲۰۰۲     |
| ۱۸۶۳۳۴ | 2002 EV31   | ۹ مارس ۲۰۰۲     |
| ۱۸۶۳۳۵ | 2002 EJ33   | ۱۱ مارس ۲۰۰۲    |
| ۱۸۶۳۳۶ | 2002 EC36   | ۹ مارس ۲۰۰۲     |
| ۱۸۶۳۳۷ | 2002 ED37   | ۹ مارس ۲۰۰۲     |
| ۱۸۶۳۳۸ | 2002 EO42   | ۱۲ مارس ۲۰۰۲    |
| ۱۸۶۳۳۹ | 2002 EC53   | ۱۲ مارس ۲۰۰۲    |
| ۱۸۶۳۴۰ | 2002 EO58   | ۱۳ مارس ۲۰۰۲    |
| ۱۸۶۳۴۱ | 2002 EC75   | ۱۳ مارس ۲۰۰۲    |
| ۱۸۶۳۴۲ | 2002 EA79   | ۱۰ مارس ۲۰۰۲    |
| ۱۸۶۳۴۳ | 2002 EA80   | ۱۲ مارس ۲۰۰۲    |
| ۱۸۶۳۴۴ | 2002 ER101  | ۶ مارس ۲۰۰۲     |
| ۱۸۶۳۴۵ | 2002 EM110  | ۹ مارس ۲۰۰۲     |
| ۱۸۶۳۴۶ | 2002 EK112  | ۱۰ مارس ۲۰۰۲    |
| ۱۸۶۳۴۷ | 2002 EY141  | ۱۲ مارس ۲۰۰۲    |
| ۱۸۶۳۴۸ | 2002 ED143  | ۱۲ مارس ۲۰۰۲    |
| ۱۸۶۳۴۹ | 2002 EQ150  | ۱۵ مارس ۲۰۰۲    |
| ۱۸۶۳۵۰ | 2002 EL161  | ۶ مارس ۲۰۰۲     |
| ۱۸۶۳۵۱ | 2002 FB4    | ۲۰ مارس ۲۰۰۲    |
| ۱۸۶۳۵۲ | 2002 FJ15   | ۱۶ مارس ۲۰۰۲    |
| ۱۸۶۳۵۳ | 2002 FQ20   | ۱۸ مارس ۲۰۰۲    |
| ۱۸۶۳۵۴ | 2002 FX25   | ۱۹ مارس ۲۰۰۲    |
| ۱۸۶۳۵۵ | 2002 FM30   | ۲۰ مارس ۲۰۰۲    |
| ۱۸۶۳۵۶ | 2002 GX2    | ۵ آوریل ۲۰۰۲    |
| ۱۸۶۳۵۷ | 2002 GW12   | ۱۴ آوریل ۲۰۰۲   |
| ۱۸۶۳۵۸ | 2002 GT45   | ۴ آوریل ۲۰۰۲    |
| ۱۸۶۳۵۹ | 2002 GU48   | ۴ آوریل ۲۰۰۲    |
| ۱۸۶۳۶۰ | 2002 GU54   | ۵ آوریل ۲۰۰۲    |
| ۱۸۶۳۶۱ | 2002 GK55   | ۵ آوریل ۲۰۰۲    |
| ۱۸۶۳۶۲ | 2002 GR72   | ۹ آوریل ۲۰۰۲    |
| ۱۸۶۳۶۳ | 2002 GE77   | ۹ آوریل ۲۰۰۲    |
| ۱۸۶۳۶۴ | 2002 GQ97   | ۹ آوریل ۲۰۰۲    |
| ۱۸۶۳۶۵ | 2002 GN103  | ۱۰ آوریل ۲۰۰۲   |
| ۱۸۶۳۶۶ | 2002 GA107  | ۱۱ آوریل ۲۰۰۲   |
| ۱۸۶۳۶۷ | 2002 GX107  | ۱۱ آوریل ۲۰۰۲   |
| ۱۸۶۳۶۸ | 2002 GW108  | ۱۱ آوریل ۲۰۰۲   |
| ۱۸۶۳۶۹ | 2002 GG113  | ۱۱ آوریل ۲۰۰۲   |
| ۱۸۶۳۷۰ | 2002 GX121  | ۱۰ آوریل ۲۰۰۲   |
| ۱۸۶۳۷۱ | 2002 GN125  | ۱۲ آوریل ۲۰۰۲   |
| ۱۸۶۳۷۲ | 2002 GF145  | ۱۲ آوریل ۲۰۰۲   |
| ۱۸۶۳۷۳ | 2002 GF148  | ۱۴ آوریل ۲۰۰۲   |
| ۱۸۶۳۷۴ | 2002 GR159  | ۱۴ آوریل ۲۰۰۲   |
| ۱۸۶۳۷۵ | 2002 GV162  | ۱۴ آوریل ۲۰۰۲   |
| ۱۸۶۳۷۶ | 2002 GT163  | ۱۴ آوریل ۲۰۰۲   |
| ۱۸۶۳۷۷ | 2002 GD164  | ۱۴ آوریل ۲۰۰۲   |
| ۱۸۶۳۷۸ | 2002 GW170  | ۱۰ آوریل ۲۰۰۲   |
| ۱۸۶۳۷۹ | 2002 GE176  | ۱۲ آوریل ۲۰۰۲   |
| ۱۸۶۳۸۰ | 2002 HN5    | ۱۷ آوریل ۲۰۰۲   |
| ۱۸۶۳۸۱ | 2002 HG15   | ۱۷ آوریل ۲۰۰۲   |
| ۱۸۶۳۸۲ | 2002 JZ3    | ۵ مه ۲۰۰۲       |
| ۱۸۶۳۸۳ | 2002 JX40   | ۸ مه ۲۰۰۲       |
| ۱۸۶۳۸۴ | 2002 JD82   | ۱۱ مه ۲۰۰۲      |
| ۱۸۶۳۸۵ | 2002 JX98   | ۱۳ مه ۲۰۰۲      |
| ۱۸۶۳۸۶ | 2002 JG108  | ۱۴ مه ۲۰۰۲      |
| ۱۸۶۳۸۷ | 2002 JP108  | ۱۴ مه ۲۰۰۲      |
| ۱۸۶۳۸۸ | 2002 JB116  | ۵ مه ۲۰۰۲       |
| ۱۸۶۳۸۹ | 2002 JL117  | ۴ مه ۲۰۰۲       |
| ۱۸۶۳۹۰ | 2002 JM117  | ۴ مه ۲۰۰۲       |
| ۱۸۶۳۹۱ | 2002 LG17   | ۶ ژوئن ۲۰۰۲     |
| ۱۸۶۳۹۲ | 2002 NB37   | ۹ ژوئیه ۲۰۰۲    |
| ۱۸۶۳۹۳ | 2002 NR39   | ۱۴ ژوئیه ۲۰۰۲   |
| ۱۸۶۳۹۴ | 2002 NG51   | ۵ ژوئیه ۲۰۰۲    |
| ۱۸۶۳۹۵ | 2002 NG62   | ۵ ژوئیه ۲۰۰۲    |
| ۱۸۶۳۹۶ | 2002 OG30   | ۲۳ ژوئیه ۲۰۰۲   |
| ۱۸۶۳۹۷ | 2002 PG4    | ۴ اوت ۲۰۰۲      |
| ۱۸۶۳۹۸ | 2002 PN29   | ۶ اوت ۲۰۰۲      |
| ۱۸۶۳۹۹ | 2002 PC45   | ۵ اوت ۲۰۰۲      |
| ۱۸۶۴۰۰ | 2002 PJ46   | ۹ اوت ۲۰۰۲      |
| ۱۸۶۴۰۱ | 2002 PR59   | ۱۰ اوت ۲۰۰۲     |
| ۱۸۶۴۰۲ | 2002 PS61   | ۱۱ اوت ۲۰۰۲     |
| ۱۸۶۴۰۳ | 2002 PQ62   | ۸ اوت ۲۰۰۲      |
| ۱۸۶۴۰۴ | 2002 PU67   | ۶ اوت ۲۰۰۲      |
| ۱۸۶۴۰۵ | 2002 PE70   | ۱۱ اوت ۲۰۰۲     |
| ۱۸۶۴۰۶ | 2002 PO83   | ۱۰ اوت ۲۰۰۲     |
| ۱۸۶۴۰۷ | 2002 PM115  | ۱۲ اوت ۲۰۰۲     |
| ۱۸۶۴۰۸ | 2002 PD126  | ۱۴ اوت ۲۰۰۲     |
| ۱۸۶۴۰۹ | 2002 PO129  | ۱۵ اوت ۲۰۰۲     |
| ۱۸۶۴۱۰ | 2002 PG135  | ۱۴ اوت ۲۰۰۲     |
| ۱۸۶۴۱۱ | 2002 PF152  | ۱۰ اوت ۲۰۰۲     |
| ۱۸۶۴۱۲ | 2002 PE160  | ۸ اوت ۲۰۰۲      |
| ۱۸۶۴۱۳ | 2002 QU48   | ۲۹ اوت ۲۰۰۲     |
| ۱۸۶۴۱۴ | 2002 QH57   | ۱۷ اوت ۲۰۰۲     |
| ۱۸۶۴۱۵ | 2002 QB91   | ۳۰ اوت ۲۰۰۲     |
| ۱۸۶۴۱۶ | 2002 QQ99   | ۱۸ اوت ۲۰۰۲     |
| ۱۸۶۴۱۷ | 2002 QM117  | ۱۶ اوت ۲۰۰۲     |
| ۱۸۶۴۱۷ | 2002 RA     | ۱ سپتامبر ۲۰۰۲  |
| ۱۸۶۴۱۹ | 2002 RR2    | ۴ سپتامبر ۲۰۰۲  |
| ۱۸۶۴۲۰ | 2002 RG6    | ۱ سپتامبر ۲۰۰۲  |
| ۱۸۶۴۲۱ | 2002 RZ6    | ۲ سپتامبر ۲۰۰۲  |
| ۱۸۶۴۲۲ | 2002 RD14   | ۴ سپتامبر ۲۰۰۲  |
| ۱۸۶۴۲۳ | 2002 RJ19   | ۴ سپتامبر ۲۰۰۲  |
| ۱۸۶۴۲۴ | 2002 RA24   | ۴ سپتامبر ۲۰۰۲  |
| ۱۸۶۴۲۵ | 2002 RX34   | ۴ سپتامبر ۲۰۰۲  |
| ۱۸۶۴۲۶ | 2002 RE51   | ۵ سپتامبر ۲۰۰۲  |
| ۱۸۶۴۲۷ | 2002 RB77   | ۵ سپتامبر ۲۰۰۲  |
| ۱۸۶۴۲۸ | 2002 RE86   | ۵ سپتامبر ۲۰۰۲  |
| ۱۸۶۴۲۹ | 2002 RK91   | ۵ سپتامبر ۲۰۰۲  |
| ۱۸۶۴۳۰ | 2002 RK92   | ۵ سپتامبر ۲۰۰۲  |
| ۱۸۶۴۳۱ | 2002 RG98   | ۵ سپتامبر ۲۰۰۲  |
| ۱۸۶۴۳۲ | 2002 RJ104  | ۵ سپتامبر ۲۰۰۲  |
| ۱۸۶۴۳۳ | 2002 RA115  | ۶ سپتامبر ۲۰۰۲  |
| ۱۸۶۴۳۴ | 2002 RS119  | ۷ سپتامبر ۲۰۰۲  |
| ۱۸۶۴۳۵ | 2002 RU124  | ۹ سپتامبر ۲۰۰۲  |
| ۱۸۶۴۳۶ | 2002 RG137  | ۱۲ سپتامبر ۲۰۰۲ |
| ۱۸۶۴۳۷ | 2002 RE139  | ۱۰ سپتامبر ۲۰۰۲ |
| ۱۸۶۴۳۸ | 2002 RN200  | ۱۳ سپتامبر ۲۰۰۲ |
| ۱۸۶۴۳۹ | 2002 RF217  | ۱۴ سپتامبر ۲۰۰۲ |
| ۱۸۶۴۴۰ | 2002 RE245  | ۳ سپتامبر ۲۰۰۲  |
| ۱۸۶۴۴۱ | 2002 RY263  | ۱۴ سپتامبر ۲۰۰۲ |
| ۱۸۶۴۴۲ | 2002 SK11   | ۲۷ سپتامبر ۲۰۰۲ |
| ۱۸۶۴۴۳ | 2002 SC12   | ۲۷ سپتامبر ۲۰۰۲ |
| ۱۸۶۴۴۴ | 2002 SP18   | ۲۶ سپتامبر ۲۰۰۲ |
| ۱۸۶۴۴۵ | 2002 SP22   | ۲۶ سپتامبر ۲۰۰۲ |
| ۱۸۶۴۴۶ | 2002 SM30   | ۲۸ سپتامبر ۲۰۰۲ |
| ۱۸۶۴۴۷ | 2002 SP34   | ۲۹ سپتامبر ۲۰۰۲ |
| ۱۸۶۴۴۸ | 2002 SK40   | ۳۰ سپتامبر ۲۰۰۲ |
| ۱۸۶۴۴۹ | 2002 SA43   | ۲۸ سپتامبر ۲۰۰۲ |
| ۱۸۶۴۵۰ | 2002 SO43   | ۲۸ سپتامبر ۲۰۰۲ |
| ۱۸۶۴۵۱ | 2002 SJ45   | ۲۹ سپتامبر ۲۰۰۲ |
| ۱۸۶۴۵۲ | 2002 SP49   | ۳۰ سپتامبر ۲۰۰۲ |
| ۱۸۶۴۵۳ | 2002 SU51   | ۱۷ سپتامبر ۲۰۰۲ |
| ۱۸۶۴۵۴ | 2002 SU55   | ۳۰ سپتامبر ۲۰۰۲ |
| ۱۸۶۴۵۵ | 2002 SS56   | ۳۰ سپتامبر ۲۰۰۲ |
| ۱۸۶۴۵۶ | 2002 SE57   | ۳۰ سپتامبر ۲۰۰۲ |
| ۱۸۶۴۵۷ | 2002 SU57   | ۳۰ سپتامبر ۲۰۰۲ |
| ۱۸۶۴۵۸ | 2002 SQ59   | ۱۶ سپتامبر ۲۰۰۲ |
| ۱۸۶۴۵۹ | 2002 SF60   | ۱۶ سپتامبر ۲۰۰۲ |
| ۱۸۶۴۶۰ | 2002 SX71   | ۳۰ سپتامبر ۲۰۰۲ |
| ۱۸۶۴۶۱ | 2002 TZ2    | ۱ اکتبر ۲۰۰۲    |
| ۱۸۶۴۶۲ | 2002 TE5    | ۱ اکتبر ۲۰۰۲    |
| ۱۸۶۴۶۳ | 2002 TD10   | ۱ اکتبر ۲۰۰۲    |
| ۱۸۶۴۶۴ | 2002 TB14   | ۱ اکتبر ۲۰۰۲    |
| ۱۸۶۴۶۵ | 2002 TG22   | ۲ اکتبر ۲۰۰۲    |
| ۱۸۶۴۶۶ | 2002 TE31   | ۲ اکتبر ۲۰۰۲    |
| ۱۸۶۴۶۷ | 2002 TX40   | ۲ اکتبر ۲۰۰۲    |
| ۱۸۶۴۶۸ | 2002 TO42   | ۲ اکتبر ۲۰۰۲    |
| ۱۸۶۴۶۹ | 2002 TP45   | ۲ اکتبر ۲۰۰۲    |
| ۱۸۶۴۷۰ | 2002 TQ45   | ۲ اکتبر ۲۰۰۲    |
| ۱۸۶۴۷۱ | 2002 TN49   | ۲ اکتبر ۲۰۰۲    |
| ۱۸۶۴۷۲ | 2002 TY50   | ۲ اکتبر ۲۰۰۲    |
| ۱۸۶۴۷۳ | 2002 TH58   | ۱ اکتبر ۲۰۰۲    |
| ۱۸۶۴۷۴ | 2002 TN58   | ۱ اکتبر ۲۰۰۲    |
| ۱۸۶۴۷۵ | 2002 TO65   | ۵ اکتبر ۲۰۰۲    |
| ۱۸۶۴۷۶ | 2002 TT65   | ۳ اکتبر ۲۰۰۲    |
| ۱۸۶۴۷۷ | 2002 TV73   | ۳ اکتبر ۲۰۰۲    |
| ۱۸۶۴۷۸ | 2002 TX76   | ۱ اکتبر ۲۰۰۲    |
| ۱۸۶۴۷۹ | 2002 TO78   | ۱ اکتبر ۲۰۰۲    |
| ۱۸۶۴۸۰ | 2002 TX84   | ۲ اکتبر ۲۰۰۲    |
| ۱۸۶۴۸۱ | 2002 TY87   | ۳ اکتبر ۲۰۰۲    |
| ۱۸۶۴۸۲ | 2002 TX107  | ۱ اکتبر ۲۰۰۲    |
| ۱۸۶۴۸۳ | 2002 TX108  | ۱ اکتبر ۲۰۰۲    |
| ۱۸۶۴۸۴ | 2002 TE109  | ۱ اکتبر ۲۰۰۲    |
| ۱۸۶۴۸۵ | 2002 TQ124  | ۴ اکتبر ۲۰۰۲    |
| ۱۸۶۴۸۶ | 2002 TQ129  | ۴ اکتبر ۲۰۰۲    |
| ۱۸۶۴۸۷ | 2002 TZ181  | ۳ اکتبر ۲۰۰۲    |
| ۱۸۶۴۸۸ | 2002 TH195  | ۳ اکتبر ۲۰۰۲    |
| ۱۸۶۴۸۹ | 2002 TP208  | ۴ اکتبر ۲۰۰۲    |
| ۱۸۶۴۹۰ | 2002 TB222  | ۷ اکتبر ۲۰۰۲    |
| ۱۸۶۴۹۱ | 2002 TE226  | ۸ اکتبر ۲۰۰۲    |
| ۱۸۶۴۹۲ | 2002 TZ245  | ۹ اکتبر ۲۰۰۲    |
| ۱۸۶۴۹۳ | 2002 TL265  | ۱۰ اکتبر ۲۰۰۲   |
| ۱۸۶۴۹۴ | 2002 TO277  | ۱۰ اکتبر ۲۰۰۲   |
| ۱۸۶۴۹۵ | 2002 TB287  | ۱۰ اکتبر ۲۰۰۲   |
| ۱۸۶۴۹۶ | 2002 TY299  | ۱۵ اکتبر ۲۰۰۲   |
| ۱۸۶۴۹۷ | 2002 TC300  | ۱۵ اکتبر ۲۰۰۲   |
| ۱۸۶۴۹۸ | 2002 TE303  | ۱۱ اکتبر ۲۰۰۲   |
| ۱۸۶۴۹۹ | 2002 TD343  | ۵ اکتبر ۲۰۰۲    |
| ۱۸۶۵۰۰ | 2002 TR357  | ۱۰ اکتبر ۲۰۰۲   |
| ۱۸۶۵۰۰ | 2002 UY     | ۲۵ اکتبر ۲۰۰۲   |
| ۱۸۶۵۰۲ | 2002 UL6    | ۲۸ اکتبر ۲۰۰۲   |
| ۱۸۶۵۰۳ | 2002 UH15   | ۳۰ اکتبر ۲۰۰۲   |
| ۱۸۶۵۰۴ | 2002 UX15   | ۳۰ اکتبر ۲۰۰۲   |
| ۱۸۶۵۰۵ | 2002 UB19   | ۳۰ اکتبر ۲۰۰۲   |
| ۱۸۶۵۰۶ | 2002 UK28   | ۳۰ اکتبر ۲۰۰۲   |
| ۱۸۶۵۰۷ | 2002 UE59   | ۲۹ اکتبر ۲۰۰۲   |
| ۱۸۶۵۰۸ | 2002 UO59   | ۲۹ اکتبر ۲۰۰۲   |
| ۱۸۶۵۰۹ | 2002 VG2    | ۲ نوامبر ۲۰۰۲   |
| ۱۸۶۵۱۰ | 2002 VA8    | ۱ نوامبر ۲۰۰۲   |
| ۱۸۶۵۱۱ | 2002 VE12   | ۲ نوامبر ۲۰۰۲   |
| ۱۸۶۵۱۲ | 2002 VA23   | ۵ نوامبر ۲۰۰۲   |
| ۱۸۶۵۱۳ | 2002 VZ23   | ۵ نوامبر ۲۰۰۲   |
| ۱۸۶۵۱۴ | 2002 VC24   | ۵ نوامبر ۲۰۰۲   |
| ۱۸۶۵۱۵ | 2002 VN26   | ۵ نوامبر ۲۰۰۲   |
| ۱۸۶۵۱۶ | 2002 VH31   | ۵ نوامبر ۲۰۰۲   |
| ۱۸۶۵۱۷ | 2002 VM32   | ۵ نوامبر ۲۰۰۲   |
| ۱۸۶۵۱۸ | 2002 VZ34   | ۵ نوامبر ۲۰۰۲   |
| ۱۸۶۵۱۹ | 2002 VZ37   | ۵ نوامبر ۲۰۰۲   |
| ۱۸۶۵۲۰ | 2002 VU38   | ۵ نوامبر ۲۰۰۲   |
| ۱۸۶۵۲۱ | 2002 VV43   | ۴ نوامبر ۲۰۰۲   |
| ۱۸۶۵۲۲ | 2002 VG45   | ۵ نوامبر ۲۰۰۲   |
| ۱۸۶۵۲۳ | 2002 VZ48   | ۵ نوامبر ۲۰۰۲   |
| ۱۸۶۵۲۴ | 2002 VU50   | ۶ نوامبر ۲۰۰۲   |
| ۱۸۶۵۲۵ | 2002 VG56   | ۶ نوامبر ۲۰۰۲   |
| ۱۸۶۵۲۶ | 2002 VK56   | ۶ نوامبر ۲۰۰۲   |
| ۱۸۶۵۲۷ | 2002 VL59   | ۳ نوامبر ۲۰۰۲   |
| ۱۸۶۵۲۸ | 2002 VN65   | ۷ نوامبر ۲۰۰۲   |
| ۱۸۶۵۲۹ | 2002 VO67   | ۷ نوامبر ۲۰۰۲   |
| ۱۸۶۵۳۰ | 2002 VX78   | ۷ نوامبر ۲۰۰۲   |
| ۱۸۶۵۳۱ | 2002 VD80   | ۷ نوامبر ۲۰۰۲   |
| ۱۸۶۵۳۲ | 2002 VV84   | ۷ نوامبر ۲۰۰۲   |
| ۱۸۶۵۳۳ | 2002 VR86   | ۸ نوامبر ۲۰۰۲   |
| ۱۸۶۵۳۴ | 2002 VX88   | ۱۱ نوامبر ۲۰۰۲  |
| ۱۸۶۵۳۵ | 2002 VM101  | ۱۱ نوامبر ۲۰۰۲  |
| ۱۸۶۵۳۶ | 2002 VQ105  | ۱۲ نوامبر ۲۰۰۲  |
| ۱۸۶۵۳۷ | 2002 VZ108  | ۱۲ نوامبر ۲۰۰۲  |
| ۱۸۶۵۳۸ | 2002 VP109  | ۱۲ نوامبر ۲۰۰۲  |
| ۱۸۶۵۳۹ | 2002 VR114  | ۱۳ نوامبر ۲۰۰۲  |
| ۱۸۶۵۴۰ | 2002 VO127  | ۱۵ نوامبر ۲۰۰۲  |
| ۱۸۶۵۴۱ | 2002 WJ1    | ۲۳ نوامبر ۲۰۰۲  |
| ۱۸۶۵۴۲ | 2002 WA11   | ۲۵ نوامبر ۲۰۰۲  |
| ۱۸۶۵۴۳ | 2002 WU15   | ۲۸ نوامبر ۲۰۰۲  |
| ۱۸۶۵۴۴ | 2002 WT23   | ۲۴ نوامبر ۲۰۰۲  |
| ۱۸۶۵۴۵ | 2002 XY3    | ۲ دسامبر ۲۰۰۲   |
| ۱۸۶۵۴۶ | 2002 XL6    | ۱ دسامبر ۲۰۰۲   |
| ۱۸۶۵۴۷ | 2002 XM8    | ۲ دسامبر ۲۰۰۲   |
| ۱۸۶۵۴۸ | 2002 XQ8    | ۲ دسامبر ۲۰۰۲   |
| ۱۸۶۵۴۹ | 2002 XM9    | ۲ دسامبر ۲۰۰۲   |
| ۱۸۶۵۵۰ | 2002 XP10   | ۳ دسامبر ۲۰۰۲   |
| ۱۸۶۵۵۱ | 2002 XQ11   | ۳ دسامبر ۲۰۰۲   |
| ۱۸۶۵۵۲ | 2002 XJ13   | ۳ دسامبر ۲۰۰۲   |
| ۱۸۶۵۵۳ | 2002 XA26   | ۵ دسامبر ۲۰۰۲   |
| ۱۸۶۵۵۴ | 2002 XW28   | ۵ دسامبر ۲۰۰۲   |
| ۱۸۶۵۵۵ | 2002 XD33   | ۶ دسامبر ۲۰۰۲   |
| ۱۸۶۵۵۶ | 2002 XB54   | ۱۰ دسامبر ۲۰۰۲  |
| ۱۸۶۵۵۷ | 2002 XK55   | ۱۰ دسامبر ۲۰۰۲  |
| ۱۸۶۵۵۸ | 2002 XW92   | ۵ دسامبر ۲۰۰۲   |
| ۱۸۶۵۵۹ | 2002 YD1    | ۲۷ دسامبر ۲۰۰۲  |
| ۱۸۶۵۶۰ | 2002 YR6    | ۲۸ دسامبر ۲۰۰۲  |
| ۱۸۶۵۶۱ | 2002 YA7    | ۲۸ دسامبر ۲۰۰۲  |
| ۱۸۶۵۶۲ | 2002 YZ10   | ۳۱ دسامبر ۲۰۰۲  |
| ۱۸۶۵۶۳ | 2002 YY12   | ۳۱ دسامبر ۲۰۰۲  |
| ۱۸۶۵۶۴ | 2002 YX13   | ۳۱ دسامبر ۲۰۰۲  |
| ۱۸۶۵۶۵ | 2002 YQ16   | ۳۱ دسامبر ۲۰۰۲  |
| ۱۸۶۵۶۶ | 2002 YL19   | ۳۱ دسامبر ۲۰۰۲  |
| ۱۸۶۵۶۷ | 2002 YG25   | ۳۱ دسامبر ۲۰۰۲  |
| ۱۸۶۵۶۸ | 2002 YP27   | ۳۱ دسامبر ۲۰۰۲  |
| ۱۸۶۵۶۹ | 2002 YR27   | ۳۱ دسامبر ۲۰۰۲  |
| ۱۸۶۵۷۰ | 2002 YX27   | ۳۱ دسامبر ۲۰۰۲  |
| ۱۸۶۵۷۱ | 2003 AM7    | ۲ ژانویه ۲۰۰۳   |
| ۱۸۶۵۷۲ | 2003 AW11   | ۱ ژانویه ۲۰۰۳   |
| ۱۸۶۵۷۳ | 2003 AG22   | ۵ ژانویه ۲۰۰۳   |
| ۱۸۶۵۷۴ | 2003 AY41   | ۷ ژانویه ۲۰۰۳   |
| ۱۸۶۵۷۵ | 2003 AA46   | ۵ ژانویه ۲۰۰۳   |
| ۱۸۶۵۷۶ | 2003 AL46   | ۵ ژانویه ۲۰۰۳   |
| ۱۸۶۵۷۷ | 2003 AE52   | ۵ ژانویه ۲۰۰۳   |
| ۱۸۶۵۷۸ | 2003 AN56   | ۵ ژانویه ۲۰۰۳   |
| ۱۸۶۵۷۹ | 2003 AL57   | ۵ ژانویه ۲۰۰۳   |
| ۱۸۶۵۸۰ | 2003 AE62   | ۸ ژانویه ۲۰۰۳   |
| ۱۸۶۵۸۱ | 2003 AS68   | ۹ ژانویه ۲۰۰۳   |
| ۱۸۶۵۸۲ | 2003 AK69   | ۷ ژانویه ۲۰۰۳   |
| ۱۸۶۵۸۳ | 2003 AO69   | ۷ ژانویه ۲۰۰۳   |
| ۱۸۶۵۸۴ | 2003 AS69   | ۸ ژانویه ۲۰۰۳   |
| ۱۸۶۵۸۵ | 2003 AE75   | ۱۰ ژانویه ۲۰۰۳  |
| ۱۸۶۵۸۶ | 2003 AK78   | ۱۰ ژانویه ۲۰۰۳  |
| ۱۸۶۵۸۷ | 2003 AZ79   | ۱۲ ژانویه ۲۰۰۳  |
| ۱۸۶۵۸۸ | 2003 AE85   | ۸ ژانویه ۲۰۰۳   |
| ۱۸۶۵۸۹ | 2003 BJ2    | ۲۵ ژانویه ۲۰۰۳  |
| ۱۸۶۵۹۰ | 2003 BJ20   | ۲۷ ژانویه ۲۰۰۳  |
| ۱۸۶۵۹۱ | 2003 BZ23   | ۲۵ ژانویه ۲۰۰۳  |
| ۱۸۶۵۹۲ | 2003 BH25   | ۲۵ ژانویه ۲۰۰۳  |
| ۱۸۶۵۹۳ | 2003 BB26   | ۲۶ ژانویه ۲۰۰۳  |
| ۱۸۶۵۹۴ | 2003 BP35   | ۲۸ ژانویه ۲۰۰۳  |
| ۱۸۶۵۹۵ | 2003 BS57   | ۲۷ ژانویه ۲۰۰۳  |
| ۱۸۶۵۹۶ | 2003 BX57   | ۲۷ ژانویه ۲۰۰۳  |
| ۱۸۶۵۹۷ | 2003 BJ62   | ۲۸ ژانویه ۲۰۰۳  |
| ۱۸۶۵۹۸ | 2003 BD70   | ۳۰ ژانویه ۲۰۰۳  |
| ۱۸۶۵۹۹ | 2003 BO71   | ۲۸ ژانویه ۲۰۰۳  |
| ۱۸۶۶۰۰ | 2003 BN82   | ۳۱ ژانویه ۲۰۰۳  |
| ۱۸۶۶۰۱ | 2003 BN86   | ۲۵ ژانویه ۲۰۰۳  |
| ۱۸۶۶۰۲ | 2003 BY89   | ۲۸ ژانویه ۲۰۰۳  |
| ۱۸۶۶۰۳ | 2003 BF90   | ۲۸ ژانویه ۲۰۰۳  |
| ۱۸۶۶۰۴ | 2003 BP92   | ۲۸ ژانویه ۲۰۰۳  |
| ۱۸۶۶۰۵ | 2003 CN1    | ۱ فوریه ۲۰۰۳    |
| ۱۸۶۶۰۶ | 2003 CB15   | ۴ فوریه ۲۰۰۳    |
| ۱۸۶۶۰۷ | 2003 CZ15   | ۴ فوریه ۲۰۰۳    |
| ۱۸۶۶۰۸ | 2003 CK18   | ۸ فوریه ۲۰۰۳    |
| ۱۸۶۶۰۹ | 2003 DA22   | ۲۸ فوریه ۲۰۰۳   |
| ۱۸۶۶۱۰ | 2003 EF7    | ۶ مارس ۲۰۰۳     |
| ۱۸۶۶۱۱ | 2003 EH14   | ۷ مارس ۲۰۰۳     |
| ۱۸۶۶۱۲ | 2003 EJ21   | ۶ مارس ۲۰۰۳     |
| ۱۸۶۶۱۳ | 2003 EM25   | ۶ مارس ۲۰۰۳     |
| ۱۸۶۶۱۴ | 2003 EY31   | ۷ مارس ۲۰۰۳     |
| ۱۸۶۶۱۵ | 2003 EF34   | ۷ مارس ۲۰۰۳     |
| ۱۸۶۶۱۶ | 2003 EL39   | ۸ مارس ۲۰۰۳     |
| ۱۸۶۶۱۷ | 2003 EZ51   | ۱۱ مارس ۲۰۰۳    |
| ۱۸۶۶۱۸ | 2003 EC56   | ۱۱ مارس ۲۰۰۳    |
| ۱۸۶۶۱۹ | 2003 FU33   | ۲۳ مارس ۲۰۰۳    |
| ۱۸۶۶۲۰ | 2003 FY37   | ۲۳ مارس ۲۰۰۳    |
| ۱۸۶۶۲۱ | 2003 FD41   | ۲۵ مارس ۲۰۰۳    |
| ۱۸۶۶۲۲ | 2003 FQ45   | ۲۴ مارس ۲۰۰۳    |
| ۱۸۶۶۲۳ | 2003 FG52   | ۲۵ مارس ۲۰۰۳    |
| ۱۸۶۶۲۴ | 2003 FL96   | ۳۰ مارس ۲۰۰۳    |
| ۱۸۶۶۲۵ | 2003 FQ103  | ۲۴ مارس ۲۰۰۳    |
| ۱۸۶۶۲۶ | 2003 FA105  | ۲۶ مارس ۲۰۰۳    |
| ۱۸۶۶۲۷ | 2003 FY107  | ۳۱ مارس ۲۰۰۳    |
| ۱۸۶۶۲۸ | 2003 FO112  | ۳۱ مارس ۲۰۰۳    |
| ۱۸۶۶۲۹ | 2003 FN130  | ۲۴ مارس ۲۰۰۳    |
| ۱۸۶۶۳۰ | 2003 GB37   | ۶ آوریل ۲۰۰۳    |
| ۱۸۶۶۳۱ | 2003 GA41   | ۹ آوریل ۲۰۰۳    |
| ۱۸۶۶۳۲ | 2003 GF41   | ۹ آوریل ۲۰۰۳    |
| ۱۸۶۶۳۳ | 2003 GP44   | ۹ آوریل ۲۰۰۳    |
| ۱۸۶۶۳۴ | 2003 GA45   | ۸ آوریل ۲۰۰۳    |
| ۱۸۶۶۳۵ | 2003 GW54   | ۴ آوریل ۲۰۰۳    |
| ۱۸۶۶۳۶ | 2003 HE50   | ۲۸ آوریل ۲۰۰۳   |
| ۱۸۶۶۳۷ | 2003 HQ53   | ۲۱ آوریل ۲۰۰۳   |
| ۱۸۶۶۳۸ | 2003 JJ4    | ۲ مه ۲۰۰۳       |
| ۱۸۶۶۳۹ | 2003 KP8    | ۲۳ مه ۲۰۰۳      |
| ۱۸۶۶۴۰ | 2003 KR16   | ۲۷ مه ۲۰۰۳      |
| ۱۸۶۶۴۱ | 2003 LL4    | ۳ ژوئن ۲۰۰۳     |
| ۱۸۶۶۴۲ | 2003 MK7    | ۲۹ ژوئن ۲۰۰۳    |
| ۱۸۶۶۴۳ | 2003 MS7    | ۲۸ ژوئن ۲۰۰۳    |
| ۱۸۶۶۴۴ | 2003 ML8    | ۲۸ ژوئن ۲۰۰۳    |
| ۱۸۶۶۴۵ | 2003 NW8    | ۱۰ ژوئیه ۲۰۰۳   |
| ۱۸۶۶۴۶ | 2003 QW64   | ۲۳ اوت ۲۰۰۳     |
| ۱۸۶۶۴۷ | 2003 RB11   | ۱۳ سپتامبر ۲۰۰۳ |
| ۱۸۶۶۴۸ | 2003 SN115  | ۱۶ سپتامبر ۲۰۰۳ |
| ۱۸۶۶۴۹ | 2003 TK15   | ۱۵ اکتبر ۲۰۰۳   |
| ۱۸۶۶۵۰ | 2003 UN74   | ۱۷ اکتبر ۲۰۰۳   |
| ۱۸۶۶۵۱ | 2003 UX85   | ۱۸ اکتبر ۲۰۰۳   |
| ۱۸۶۶۵۲ | 2003 UY106  | ۱۸ اکتبر ۲۰۰۳   |
| ۱۸۶۶۵۳ | 2003 UP164  | ۲۱ اکتبر ۲۰۰۳   |
| ۱۸۶۶۵۴ | 2003 WZ65   | ۱۹ نوامبر ۲۰۰۳  |
| ۱۸۶۶۵۵ | 2003 WY86   | ۲۱ نوامبر ۲۰۰۳  |
| ۱۸۶۶۵۶ | 2003 WA104  | ۲۱ نوامبر ۲۰۰۳  |
| ۱۸۶۶۵۷ | 2003 WN138  | ۲۱ نوامبر ۲۰۰۳  |
| ۱۸۶۶۵۸ | 2003 WD193  | ۲۴ نوامبر ۲۰۰۳  |
| ۱۸۶۶۵۹ | 2003 XF12   | ۱۴ دسامبر ۲۰۰۳  |
| ۱۸۶۶۶۰ | 2003 XH15   | ۱۴ دسامبر ۲۰۰۳  |
| ۱۸۶۶۶۱ | 2003 XY38   | ۴ دسامبر ۲۰۰۳   |
| ۱۸۶۶۶۲ | 2003 YF9    | ۱۶ دسامبر ۲۰۰۳  |
| ۱۸۶۶۶۳ | 2003 YH9    | ۱۶ دسامبر ۲۰۰۳  |
| ۱۸۶۶۶۴ | 2003 YA30   | ۱۸ دسامبر ۲۰۰۳  |
| ۱۸۶۶۶۵ | 2003 YJ37   | ۱۷ دسامبر ۲۰۰۳  |
| ۱۸۶۶۶۶ | 2003 YH59   | ۱۹ دسامبر ۲۰۰۳  |
| ۱۸۶۶۶۷ | 2003 YK64   | ۱۹ دسامبر ۲۰۰۳  |
| ۱۸۶۶۶۸ | 2003 YL64   | ۱۹ دسامبر ۲۰۰۳  |
| ۱۸۶۶۶۹ | 2003 YY76   | ۱۸ دسامبر ۲۰۰۳  |
| ۱۸۶۶۷۰ | 2003 YP77   | ۱۸ دسامبر ۲۰۰۳  |
| ۱۸۶۶۷۱ | 2003 YK82   | ۱۸ دسامبر ۲۰۰۳  |
| ۱۸۶۶۷۲ | 2003 YX98   | ۱۹ دسامبر ۲۰۰۳  |
| ۱۸۶۶۷۳ | 2003 YE101  | ۱۹ دسامبر ۲۰۰۳  |
| ۱۸۶۶۷۴ | 2003 YL112  | ۲۳ دسامبر ۲۰۰۳  |
| ۱۸۶۶۷۵ | 2003 YM112  | ۲۳ دسامبر ۲۰۰۳  |
| ۱۸۶۶۷۶ | 2003 YD116  | ۲۷ دسامبر ۲۰۰۳  |
| ۱۸۶۶۷۷ | 2003 YT127  | ۲۷ دسامبر ۲۰۰۳  |
| ۱۸۶۶۷۸ | 2003 YB129  | ۲۷ دسامبر ۲۰۰۳  |
| ۱۸۶۶۷۹ | 2003 YQ129  | ۲۷ دسامبر ۲۰۰۳  |
| ۱۸۶۶۸۰ | 2003 YH137  | ۲۷ دسامبر ۲۰۰۳  |
| ۱۸۶۶۸۱ | 2003 YC140  | ۲۸ دسامبر ۲۰۰۳  |
| ۱۸۶۶۸۲ | 2003 YT141  | ۲۸ دسامبر ۲۰۰۳  |
| ۱۸۶۶۸۳ | 2003 YU145  | ۲۸ دسامبر ۲۰۰۳  |
| ۱۸۶۶۸۴ | 2003 YY155  | ۲۰ دسامبر ۲۰۰۳  |
| ۱۸۶۶۸۵ | 2003 YB169  | ۱۸ دسامبر ۲۰۰۳  |
| ۱۸۶۶۸۶ | 2004 AZ5    | ۱۳ ژانویه ۲۰۰۴  |
| ۱۸۶۶۸۷ | 2004 AW9    | ۱۵ ژانویه ۲۰۰۴  |
| ۱۸۶۶۸۸ | 2004 BJ2    | ۱۶ ژانویه ۲۰۰۴  |
| ۱۸۶۶۸۹ | 2004 BF6    | ۱۶ ژانویه ۲۰۰۴  |
| ۱۸۶۶۹۰ | 2004 BB12   | ۱۶ ژانویه ۲۰۰۴  |
| ۱۸۶۶۹۱ | 2004 BT15   | ۱۷ ژانویه ۲۰۰۴  |
| ۱۸۶۶۹۲ | 2004 BD17   | ۱۷ ژانویه ۲۰۰۴  |
| ۱۸۶۶۹۳ | 2004 BF22   | ۱۶ ژانویه ۲۰۰۴  |
| ۱۸۶۶۹۴ | 2004 BD29   | ۱۸ ژانویه ۲۰۰۴  |
| ۱۸۶۶۹۵ | 2004 BK29   | ۱۸ ژانویه ۲۰۰۴  |
| ۱۸۶۶۹۶ | 2004 BM31   | ۱۹ ژانویه ۲۰۰۴  |
| ۱۸۶۶۹۷ | 2004 BK38   | ۱۹ ژانویه ۲۰۰۴  |
| ۱۸۶۶۹۸ | 2004 BU41   | ۱۹ ژانویه ۲۰۰۴  |
| ۱۸۶۶۹۹ | 2004 BD43   | ۲۲ ژانویه ۲۰۰۴  |
| ۱۸۶۷۰۰ | 2004 BM43   | ۲۲ ژانویه ۲۰۰۴  |
| ۱۸۶۷۰۱ | 2004 BT45   | ۲۱ ژانویه ۲۰۰۴  |
| ۱۸۶۷۰۲ | 2004 BZ53   | ۲۲ ژانویه ۲۰۰۴  |
| ۱۸۶۷۰۳ | 2004 BO54   | ۲۲ ژانویه ۲۰۰۴  |
| ۱۸۶۷۰۴ | 2004 BO59   | ۲۴ ژانویه ۲۰۰۴  |
| ۱۸۶۷۰۵ | 2004 BG67   | ۲۴ ژانویه ۲۰۰۴  |
| ۱۸۶۷۰۶ | 2004 BF72   | ۲۳ ژانویه ۲۰۰۴  |
| ۱۸۶۷۰۷ | 2004 BR72   | ۲۳ ژانویه ۲۰۰۴  |
| ۱۸۶۷۰۸ | 2004 BU72   | ۲۳ ژانویه ۲۰۰۴  |
| ۱۸۶۷۰۹ | 2004 BV74   | ۲۵ ژانویه ۲۰۰۴  |
| ۱۸۶۷۱۰ | 2004 BD75   | ۲۲ ژانویه ۲۰۰۴  |
| ۱۸۶۷۱۱ | 2004 BU87   | ۲۳ ژانویه ۲۰۰۴  |
| ۱۸۶۷۱۲ | 2004 BF88   | ۲۳ ژانویه ۲۰۰۴  |
| ۱۸۶۷۱۳ | 2004 BT88   | ۲۳ ژانویه ۲۰۰۴  |
| ۱۸۶۷۱۴ | 2004 BV88   | ۲۳ ژانویه ۲۰۰۴  |
| ۱۸۶۷۱۵ | 2004 BW91   | ۲۶ ژانویه ۲۰۰۴  |
| ۱۸۶۷۱۶ | 2004 BQ93   | ۲۸ ژانویه ۲۰۰۴  |
| ۱۸۶۷۱۷ | 2004 BN96   | ۲۴ ژانویه ۲۰۰۴  |
| ۱۸۶۷۱۸ | 2004 BG97   | ۲۴ ژانویه ۲۰۰۴  |
| ۱۸۶۷۱۹ | 2004 BA105  | ۲۴ ژانویه ۲۰۰۴  |
| ۱۸۶۷۲۰ | 2004 BN106  | ۲۶ ژانویه ۲۰۰۴  |
| ۱۸۶۷۲۱ | 2004 BE108  | ۲۸ ژانویه ۲۰۰۴  |
| ۱۸۶۷۲۲ | 2004 BT108  | ۲۸ ژانویه ۲۰۰۴  |
| ۱۸۶۷۲۳ | 2004 BA119  | ۳۰ ژانویه ۲۰۰۴  |
| ۱۸۶۷۲۴ | 2004 BT120  | ۳۱ ژانویه ۲۰۰۴  |
| ۱۸۶۷۲۵ | 2004 BV134  | ۱۸ ژانویه ۲۰۰۴  |
| ۱۸۶۷۲۶ | 2004 BY146  | ۲۲ ژانویه ۲۰۰۴  |
| ۱۸۶۷۲۶ | 2004 CR     | ۹ فوریه ۲۰۰۴    |
| ۱۸۶۷۲۸ | 2004 CH2    | ۱۲ فوریه ۲۰۰۴   |
| ۱۸۶۷۲۹ | 2004 CE4    | ۱۰ فوریه ۲۰۰۴   |
| ۱۸۶۷۳۰ | 2004 CH4    | ۱۰ فوریه ۲۰۰۴   |
| ۱۸۶۷۳۱ | 2004 CP5    | ۱۰ فوریه ۲۰۰۴   |
| ۱۸۶۷۳۲ | 2004 CR10   | ۱۱ فوریه ۲۰۰۴   |
| ۱۸۶۷۳۳ | 2004 CB11   | ۱۱ فوریه ۲۰۰۴   |
| ۱۸۶۷۳۴ | 2004 CU16   | ۱۱ فوریه ۲۰۰۴   |
| ۱۸۶۷۳۵ | 2004 CK18   | ۱۰ فوریه ۲۰۰۴   |
| ۱۸۶۷۳۶ | 2004 CB21   | ۱۱ فوریه ۲۰۰۴   |
| ۱۸۶۷۳۷ | 2004 CP26   | ۱۱ فوریه ۲۰۰۴   |
| ۱۸۶۷۳۸ | 2004 CN37   | ۱۲ فوریه ۲۰۰۴   |
| ۱۸۶۷۳۹ | 2004 CL39   | ۱۳ فوریه ۲۰۰۴   |
| ۱۸۶۷۴۰ | 2004 CR39   | ۱۴ فوریه ۲۰۰۴   |
| ۱۸۶۷۴۱ | 2004 CE42   | ۱۰ فوریه ۲۰۰۴   |
| ۱۸۶۷۴۲ | 2004 CZ42   | ۱۱ فوریه ۲۰۰۴   |
| ۱۸۶۷۴۳ | 2004 CW49   | ۱۱ فوریه ۲۰۰۴   |
| ۱۸۶۷۴۴ | 2004 CY53   | ۱۱ فوریه ۲۰۰۴   |
| ۱۸۶۷۴۵ | 2004 CG56   | ۱۴ فوریه ۲۰۰۴   |
| ۱۸۶۷۴۶ | 2004 CX58   | ۱۰ فوریه ۲۰۰۴   |
| ۱۸۶۷۴۷ | 2004 CM61   | ۱۱ فوریه ۲۰۰۴   |
| ۱۸۶۷۴۸ | 2004 CV65   | ۱۵ فوریه ۲۰۰۴   |
| ۱۸۶۷۴۹ | 2004 CQ67   | ۱۰ فوریه ۲۰۰۴   |
| ۱۸۶۷۵۰ | 2004 CY67   | ۱۰ فوریه ۲۰۰۴   |
| ۱۸۶۷۵۱ | 2004 CZ69   | ۱۱ فوریه ۲۰۰۴   |
| ۱۸۶۷۵۲ | 2004 CB71   | ۱۲ فوریه ۲۰۰۴   |
| ۱۸۶۷۵۳ | 2004 CK72   | ۱۳ فوریه ۲۰۰۴   |
| ۱۸۶۷۵۴ | 2004 CP74   | ۱۱ فوریه ۲۰۰۴   |
| ۱۸۶۷۵۵ | 2004 CJ76   | ۱۱ فوریه ۲۰۰۴   |
| ۱۸۶۷۵۶ | 2004 CA78   | ۱۱ فوریه ۲۰۰۴   |
| ۱۸۶۷۵۷ | 2004 CG78   | ۱۱ فوریه ۲۰۰۴   |
| ۱۸۶۷۵۸ | 2004 CX94   | ۱۲ فوریه ۲۰۰۴   |
| ۱۸۶۷۵۹ | 2004 CN95   | ۱۳ فوریه ۲۰۰۴   |
| ۱۸۶۷۶۰ | 2004 CS98   | ۱۴ فوریه ۲۰۰۴   |
| ۱۸۶۷۶۱ | 2004 CS99   | ۱۵ فوریه ۲۰۰۴   |
| ۱۸۶۷۶۲ | 2004 CB108  | ۱۴ فوریه ۲۰۰۴   |
| ۱۸۶۷۶۳ | 2004 CC108  | ۱۴ فوریه ۲۰۰۴   |
| ۱۸۶۷۶۴ | 2004 CC120  | ۱۲ فوریه ۲۰۰۴   |
| ۱۸۶۷۶۵ | 2004 CS122  | ۱۲ فوریه ۲۰۰۴   |
| ۱۸۶۷۶۵ | 2004 DG     | ۱۶ فوریه ۲۰۰۴   |
| ۱۸۶۷۶۷ | 2004 DY8    | ۱۷ فوریه ۲۰۰۴   |
| ۱۸۶۷۶۸ | 2004 DS11   | ۱۷ فوریه ۲۰۰۴   |
| ۱۸۶۷۶۹ | 2004 DT15   | ۱۷ فوریه ۲۰۰۴   |
| ۱۸۶۷۷۰ | 2004 DE18   | ۱۸ فوریه ۲۰۰۴   |
| ۱۸۶۷۷۱ | 2004 DQ18   | ۱۸ فوریه ۲۰۰۴   |
| ۱۸۶۷۷۲ | 2004 DQ20   | ۱۷ فوریه ۲۰۰۴   |
| ۱۸۶۷۷۳ | 2004 DJ21   | ۱۷ فوریه ۲۰۰۴   |
| ۱۸۶۷۷۴ | 2004 DC22   | ۱۷ فوریه ۲۰۰۴   |
| ۱۸۶۷۷۵ | 2004 DL24   | ۱۹ فوریه ۲۰۰۴   |
| ۱۸۶۷۷۶ | 2004 DH32   | ۱۸ فوریه ۲۰۰۴   |
| ۱۸۶۷۷۷ | 2004 DY32   | ۱۸ فوریه ۲۰۰۴   |
| ۱۸۶۷۷۸ | 2004 DW33   | ۱۸ فوریه ۲۰۰۴   |
| ۱۸۶۷۷۹ | 2004 DB35   | ۱۹ فوریه ۲۰۰۴   |
| ۱۸۶۷۸۰ | 2004 DQ40   | ۱۸ فوریه ۲۰۰۴   |
| ۱۸۶۷۸۱ | 2004 DE43   | ۲۳ فوریه ۲۰۰۴   |
| ۱۸۶۷۸۲ | 2004 DT47   | ۱۹ فوریه ۲۰۰۴   |
| ۱۸۶۷۸۳ | 2004 DT48   | ۱۹ فوریه ۲۰۰۴   |
| ۱۸۶۷۸۴ | 2004 DB53   | ۲۶ فوریه ۲۰۰۴   |
| ۱۸۶۷۸۵ | 2004 DG62   | ۲۳ فوریه ۲۰۰۴   |
| ۱۸۶۷۸۶ | 2004 DX62   | ۲۹ فوریه ۲۰۰۴   |
| ۱۸۶۷۸۷ | 2004 DS63   | ۲۹ فوریه ۲۰۰۴   |
| ۱۸۶۷۸۸ | 2004 EP1    | ۱۱ مارس ۲۰۰۴    |
| ۱۸۶۷۸۹ | 2004 EF8    | ۱۳ مارس ۲۰۰۴    |
| ۱۸۶۷۹۰ | 2004 EK12   | ۱۱ مارس ۲۰۰۴    |
| ۱۸۶۷۹۱ | 2004 ER13   | ۱۱ مارس ۲۰۰۴    |
| ۱۸۶۷۹۲ | 2004 EK17   | ۱۲ مارس ۲۰۰۴    |
| ۱۸۶۷۹۳ | 2004 ES31   | ۱۴ مارس ۲۰۰۴    |
| ۱۸۶۷۹۴ | 2004 EO33   | ۱۵ مارس ۲۰۰۴    |
| ۱۸۶۷۹۵ | 2004 ER38   | ۱۴ مارس ۲۰۰۴    |
| ۱۸۶۷۹۶ | 2004 EZ38   | ۱۴ مارس ۲۰۰۴    |
| ۱۸۶۷۹۷ | 2004 ED39   | ۱۵ مارس ۲۰۰۴    |
| ۱۸۶۷۹۸ | 2004 EK39   | ۱۵ مارس ۲۰۰۴    |
| ۱۸۶۷۹۹ | 2004 ER51   | ۱۵ مارس ۲۰۰۴    |
| ۱۸۶۸۰۰ | 2004 EJ52   | ۱۵ مارس ۲۰۰۴    |
| ۱۸۶۸۰۱ | 2004 EF54   | ۱۵ مارس ۲۰۰۴    |
| ۱۸۶۸۰۲ | 2004 EA58   | ۱۵ مارس ۲۰۰۴    |
| ۱۸۶۸۰۳ | 2004 EH59   | ۱۵ مارس ۲۰۰۴    |
| ۱۸۶۸۰۴ | 2004 EU59   | ۱۵ مارس ۲۰۰۴    |
| ۱۸۶۸۰۵ | 2004 EW61   | ۱۲ مارس ۲۰۰۴    |
| ۱۸۶۸۰۶ | 2004 EE76   | ۱۵ مارس ۲۰۰۴    |
| ۱۸۶۸۰۷ | 2004 EF76   | ۱۵ مارس ۲۰۰۴    |
| ۱۸۶۸۰۸ | 2004 EQ76   | ۱۵ مارس ۲۰۰۴    |
| ۱۸۶۸۰۹ | 2004 EJ82   | ۱۵ مارس ۲۰۰۴    |
| ۱۸۶۸۱۰ | 2004 EB86   | ۱۵ مارس ۲۰۰۴    |
| ۱۸۶۸۱۱ | 2004 EG94   | ۱۵ مارس ۲۰۰۴    |
| ۱۸۶۸۱۲ | 2004 EE115  | ۱۴ مارس ۲۰۰۴    |
| ۱۸۶۸۱۳ | 2004 FT7    | ۱۶ مارس ۲۰۰۴    |
| ۱۸۶۸۱۴ | 2004 FB10   | ۱۶ مارس ۲۰۰۴    |
| ۱۸۶۸۱۵ | 2004 FJ12   | ۱۶ مارس ۲۰۰۴    |
| ۱۸۶۸۱۶ | 2004 FR17   | ۲۶ مارس ۲۰۰۴    |
| ۱۸۶۸۱۷ | 2004 FM19   | ۱۶ مارس ۲۰۰۴    |
| ۱۸۶۸۱۸ | 2004 FN23   | ۱۷ مارس ۲۰۰۴    |
| ۱۸۶۸۱۹ | 2004 FQ23   | ۱۷ مارس ۲۰۰۴    |
| ۱۸۶۸۲۰ | 2004 FA26   | ۱۷ مارس ۲۰۰۴    |
| ۱۸۶۸۲۱ | 2004 FH26   | ۱۷ مارس ۲۰۰۴    |
| ۱۸۶۸۲۲ | 2004 FE31   | ۲۹ مارس ۲۰۰۴    |
| ۱۸۶۸۲۳ | 2004 FN32   | ۳۱ مارس ۲۰۰۴    |
| ۱۸۶۸۲۴ | 2004 FC35   | ۱۶ مارس ۲۰۰۴    |
| ۱۸۶۸۲۵ | 2004 FD37   | ۱۶ مارس ۲۰۰۴    |
| ۱۸۶۸۲۶ | 2004 FH37   | ۱۷ مارس ۲۰۰۴    |
| ۱۸۶۸۲۷ | 2004 FA43   | ۱۸ مارس ۲۰۰۴    |
| ۱۸۶۸۲۸ | 2004 FY51   | ۱۹ مارس ۲۰۰۴    |
| ۱۸۶۸۲۹ | 2004 FJ59   | ۱۸ مارس ۲۰۰۴    |
| ۱۸۶۸۳۰ | 2004 FW61   | ۱۹ مارس ۲۰۰۴    |
| ۱۸۶۸۳۱ | 2004 FS62   | ۱۹ مارس ۲۰۰۴    |
| ۱۸۶۸۳۲ | 2004 FD76   | ۱۷ مارس ۲۰۰۴    |
| ۱۸۶۸۳۳ | 2004 FF85   | ۱۸ مارس ۲۰۰۴    |
| ۱۸۶۸۳۴ | 2004 FJ86   | ۱۹ مارس ۲۰۰۴    |
| ۱۸۶۸۳۵ | 2004 FE92   | ۲۷ مارس ۲۰۰۴    |
| ۱۸۶۸۳۶ | 2004 FU93   | ۲۲ مارس ۲۰۰۴    |
| ۱۸۶۸۳۷ | 2004 FY108  | ۲۳ مارس ۲۰۰۴    |
| ۱۸۶۸۳۸ | 2004 FG109  | ۲۴ مارس ۲۰۰۴    |
| ۱۸۶۸۳۹ | 2004 FY127  | ۲۷ مارس ۲۰۰۴    |
| ۱۸۶۸۴۰ | 2004 FZ129  | ۲۰ مارس ۲۰۰۴    |
| ۱۸۶۸۴۱ | 2004 FK133  | ۲۳ مارس ۲۰۰۴    |
| ۱۸۶۸۴۲ | 2004 FU140  | ۲۷ مارس ۲۰۰۴    |
| ۱۸۶۸۴۲ | 2004 GV     | ۹ آوریل ۲۰۰۴    |
| ۱۸۶۸۴۴ | 2004 GA1    | ۱۱ آوریل ۲۰۰۴   |
| ۱۸۶۸۴۵ | 2004 GV2    | ۱۲ آوریل ۲۰۰۴   |
| ۱۸۶۸۴۶ | 2004 GP8    | ۱۲ آوریل ۲۰۰۴   |
| ۱۸۶۸۴۷ | 2004 GN21   | ۱۱ آوریل ۲۰۰۴   |
| ۱۸۶۸۴۸ | 2004 GF22   | ۱۲ آوریل ۲۰۰۴   |
| ۱۸۶۸۴۹ | 2004 GK22   | ۱۲ آوریل ۲۰۰۴   |
| ۱۸۶۸۵۰ | 2004 GT34   | ۱۳ آوریل ۲۰۰۴   |
| ۱۸۶۸۵۱ | 2004 GF38   | ۱۵ آوریل ۲۰۰۴   |
| ۱۸۶۸۵۲ | 2004 GH38   | ۱۵ آوریل ۲۰۰۴   |
| ۱۸۶۸۵۳ | 2004 GY40   | ۱۲ آوریل ۲۰۰۴   |
| ۱۸۶۸۵۴ | 2004 GE42   | ۱۴ آوریل ۲۰۰۴   |
| ۱۸۶۸۵۵ | 2004 GL43   | ۱۲ آوریل ۲۰۰۴   |
| ۱۸۶۸۵۶ | 2004 GE44   | ۱۲ آوریل ۲۰۰۴   |
| ۱۸۶۸۵۷ | 2004 GF45   | ۱۲ آوریل ۲۰۰۴   |
| ۱۸۶۸۵۸ | 2004 GA54   | ۱۳ آوریل ۲۰۰۴   |
| ۱۸۶۸۵۹ | 2004 GW56   | ۱۴ آوریل ۲۰۰۴   |
| ۱۸۶۸۶۰ | 2004 GV60   | ۱۴ آوریل ۲۰۰۴   |
| ۱۸۶۸۶۱ | 2004 GD86   | ۱۴ آوریل ۲۰۰۴   |
| ۱۸۶۸۶۲ | 2004 HG4    | ۱۶ آوریل ۲۰۰۴   |
| ۱۸۶۸۶۳ | 2004 HH18   | ۱۷ آوریل ۲۰۰۴   |
| ۱۸۶۸۶۴ | 2004 HN23   | ۱۶ آوریل ۲۰۰۴   |
| ۱۸۶۸۶۵ | 2004 HO24   | ۱۷ آوریل ۲۰۰۴   |
| ۱۸۶۸۶۶ | 2004 HE26   | ۱۹ آوریل ۲۰۰۴   |
| ۱۸۶۸۶۷ | 2004 HS26   | ۲۰ آوریل ۲۰۰۴   |
| ۱۸۶۸۶۸ | 2004 HW30   | ۲۰ آوریل ۲۰۰۴   |
| ۱۸۶۸۶۹ | 2004 HX31   | ۱۹ آوریل ۲۰۰۴   |
| ۱۸۶۸۷۰ | 2004 HM33   | ۱۶ آوریل ۲۰۰۴   |
| ۱۸۶۸۷۱ | 2004 HE41   | ۱۹ آوریل ۲۰۰۴   |
| ۱۸۶۸۷۲ | 2004 HE44   | ۲۱ آوریل ۲۰۰۴   |
| ۱۸۶۸۷۳ | 2004 HS47   | ۲۲ آوریل ۲۰۰۴   |
| ۱۸۶۸۷۴ | 2004 HD60   | ۲۵ آوریل ۲۰۰۴   |
| ۱۸۶۸۷۵ | 2004 HG61   | ۲۵ آوریل ۲۰۰۴   |
| ۱۸۶۸۷۶ | 2004 HR61   | ۲۹ آوریل ۲۰۰۴   |
| ۱۸۶۸۷۷ | 2004 HA64   | ۲۵ آوریل ۲۰۰۴   |
| ۱۸۶۸۷۸ | 2004 HD66   | ۲۰ آوریل ۲۰۰۴   |
| ۱۸۶۸۷۹ | 2004 JD4    | ۹ مه ۲۰۰۴       |
| ۱۸۶۸۸۰ | 2004 JJ9    | ۱۳ مه ۲۰۰۴      |
| ۱۸۶۸۸۱ | 2004 JV14   | ۹ مه ۲۰۰۴       |
| ۱۸۶۸۸۲ | 2004 JA16   | ۱۰ مه ۲۰۰۴      |
| ۱۸۶۸۸۳ | 2004 JV19   | ۱۳ مه ۲۰۰۴      |
| ۱۸۶۸۸۴ | 2004 JD27   | ۱۵ مه ۲۰۰۴      |
| ۱۸۶۸۸۵ | 2004 JY27   | ۱۵ مه ۲۰۰۴      |
| ۱۸۶۸۸۶ | 2004 JH29   | ۱۵ مه ۲۰۰۴      |
| ۱۸۶۸۸۷ | 2004 JM29   | ۱۵ مه ۲۰۰۴      |
| ۱۸۶۸۸۸ | 2004 JL33   | ۱۵ مه ۲۰۰۴      |
| ۱۸۶۸۸۹ | 2004 JH36   | ۱۳ مه ۲۰۰۴      |
| ۱۸۶۸۹۰ | 2004 JG38   | ۱۴ مه ۲۰۰۴      |
| ۱۸۶۸۹۱ | 2004 JX41   | ۱۵ مه ۲۰۰۴      |
| ۱۸۶۸۹۲ | 2004 JT42   | ۱۵ مه ۲۰۰۴      |
| ۱۸۶۸۹۳ | 2004 JD46   | ۱۳ مه ۲۰۰۴      |
| ۱۸۶۸۹۴ | 2004 KS2    | ۱۶ مه ۲۰۰۴      |
| ۱۸۶۸۹۵ | 2004 KK3    | ۱۶ مه ۲۰۰۴      |
| ۱۸۶۸۹۶ | 2004 KX4    | ۱۸ مه ۲۰۰۴      |
| ۱۸۶۸۹۷ | 2004 KG8    | ۱۶ مه ۲۰۰۴      |
| ۱۸۶۸۹۸ | 2004 KW14   | ۲۳ مه ۲۰۰۴      |
| ۱۸۶۸۹۹ | 2004 KN17   | ۳۰ مه ۲۰۰۴      |
| ۱۸۶۹۰۰ | 2004 LR1    | ۵ ژوئن ۲۰۰۴     |
| ۱۸۶۹۰۱ | 2004 LS6    | ۱۱ ژوئن ۲۰۰۴    |
| ۱۸۶۹۰۲ | 2004 LV6    | ۱۱ ژوئن ۲۰۰۴    |
| ۱۸۶۹۰۳ | 2004 LH15   | ۱۱ ژوئن ۲۰۰۴    |
| ۱۸۶۹۰۴ | 2004 LQ15   | ۱۲ ژوئن ۲۰۰۴    |
| ۱۸۶۹۰۵ | 2004 LR15   | ۱۲ ژوئن ۲۰۰۴    |
| ۱۸۶۹۰۶ | 2004 LC20   | ۱۱ ژوئن ۲۰۰۴    |
| ۱۸۶۹۰۷ | 2004 LO20   | ۱۲ ژوئن ۲۰۰۴    |
| ۱۸۶۹۰۸ | 2004 LO21   | ۱۲ ژوئن ۲۰۰۴    |
| ۱۸۶۹۰۹ | 2004 LC24   | ۱۱ ژوئن ۲۰۰۴    |
| ۱۸۶۹۱۰ | 2004 LV25   | ۱۵ ژوئن ۲۰۰۴    |
| ۱۸۶۹۱۱ | 2004 LS27   | ۱۳ ژوئن ۲۰۰۴    |
| ۱۸۶۹۱۲ | 2004 ME2    | ۱۷ ژوئن ۲۰۰۴    |
| ۱۸۶۹۱۳ | 2004 MS2    | ۱۹ ژوئن ۲۰۰۴    |
| ۱۸۶۹۱۴ | 2004 NS7    | ۱۴ ژوئیه ۲۰۰۴   |
| ۱۸۶۹۱۵ | 2004 NP8    | ۱۰ ژوئیه ۲۰۰۴   |
| ۱۸۶۹۱۶ | 2004 NB19   | ۱۴ ژوئیه ۲۰۰۴   |
| ۱۸۶۹۱۷ | 2004 NC21   | ۱۴ ژوئیه ۲۰۰۴   |
| ۱۸۶۹۱۸ | 2004 PT13   | ۷ اوت ۲۰۰۴      |
| ۱۸۶۹۱۹ | 2004 PU22   | ۸ اوت ۲۰۰۴      |
| ۱۸۶۹۲۰ | 2004 PM27   | ۹ اوت ۲۰۰۴      |
| ۱۸۶۹۲۱ | 2004 PM36   | ۹ اوت ۲۰۰۴      |
| ۱۸۶۹۲۲ | 2004 PL45   | ۷ اوت ۲۰۰۴      |
| ۱۸۶۹۲۳ | 2004 PS51   | ۸ اوت ۲۰۰۴      |
| ۱۸۶۹۲۴ | 2004 PD60   | ۹ اوت ۲۰۰۴      |
| ۱۸۶۹۲۵ | 2004 PC61   | ۹ اوت ۲۰۰۴      |
| ۱۸۶۹۲۶ | 2004 PG67   | ۵ اوت ۲۰۰۴      |
| ۱۸۶۹۲۷ | 2004 PJ72   | ۸ اوت ۲۰۰۴      |
| ۱۸۶۹۲۸ | 2004 PV72   | ۸ اوت ۲۰۰۴      |
| ۱۸۶۹۲۹ | 2004 PG77   | ۹ اوت ۲۰۰۴      |
| ۱۸۶۹۳۰ | 2004 PX79   | ۹ اوت ۲۰۰۴      |
| ۱۸۶۹۳۱ | 2004 PQ82   | ۱۰ اوت ۲۰۰۴     |
| ۱۸۶۹۳۲ | 2004 PC85   | ۱۰ اوت ۲۰۰۴     |
| ۱۸۶۹۳۳ | 2004 PO94   | ۱۰ اوت ۲۰۰۴     |
| ۱۸۶۹۳۴ | 2004 PS103  | ۱۲ اوت ۲۰۰۴     |
| ۱۸۶۹۳۵ | 2004 PV104  | ۱۵ اوت ۲۰۰۴     |
| ۱۸۶۹۳۶ | 2004 PA106  | ۱۵ اوت ۲۰۰۴     |
| ۱۸۶۹۳۷ | 2004 PF107  | ۱۵ اوت ۲۰۰۴     |
| ۱۸۶۹۳۷ | 2004 QS     | ۱۸ اوت ۲۰۰۴     |
| ۱۸۶۹۳۹ | 2004 QK1    | ۱۹ اوت ۲۰۰۴     |
| ۱۸۶۹۴۰ | 2004 QZ8    | ۱۹ اوت ۲۰۰۴     |
| ۱۸۶۹۴۱ | 2004 QH11   | ۲۱ اوت ۲۰۰۴     |
| ۱۸۶۹۴۲ | 2004 QQ12   | ۲۱ اوت ۲۰۰۴     |
| ۱۸۶۹۴۳ | 2004 QT12   | ۲۱ اوت ۲۰۰۴     |
| ۱۸۶۹۴۴ | 2004 QW27   | ۲۵ اوت ۲۰۰۴     |
| ۱۸۶۹۴۵ | 2004 RX4    | ۴ سپتامبر ۲۰۰۴  |
| ۱۸۶۹۴۶ | 2004 RB12   | ۷ سپتامبر ۲۰۰۴  |
| ۱۸۶۹۴۷ | 2004 RE31   | ۷ سپتامبر ۲۰۰۴  |
| ۱۸۶۹۴۸ | 2004 RF45   | ۸ سپتامبر ۲۰۰۴  |
| ۱۸۶۹۴۹ | 2004 RW47   | ۸ سپتامبر ۲۰۰۴  |
| ۱۸۶۹۵۰ | 2004 RC51   | ۸ سپتامبر ۲۰۰۴  |
| ۱۸۶۹۵۱ | 2004 RO52   | ۸ سپتامبر ۲۰۰۴  |
| ۱۸۶۹۵۲ | 2004 RD57   | ۸ سپتامبر ۲۰۰۴  |
| ۱۸۶۹۵۳ | 2004 RP69   | ۸ سپتامبر ۲۰۰۴  |
| ۱۸۶۹۵۴ | 2004 RG74   | ۸ سپتامبر ۲۰۰۴  |
| ۱۸۶۹۵۵ | 2004 RY76   | ۸ سپتامبر ۲۰۰۴  |
| ۱۸۶۹۵۶ | 2004 RC77   | ۸ سپتامبر ۲۰۰۴  |
| ۱۸۶۹۵۷ | 2004 RS77   | ۸ سپتامبر ۲۰۰۴  |
| ۱۸۶۹۵۸ | 2004 RT83   | ۷ سپتامبر ۲۰۰۴  |
| ۱۸۶۹۵۹ | 2004 RN87   | ۷ سپتامبر ۲۰۰۴  |
| ۱۸۶۹۶۰ | 2004 RW105  | ۸ سپتامبر ۲۰۰۴  |
| ۱۸۶۹۶۱ | 2004 RN107  | ۹ سپتامبر ۲۰۰۴  |
| ۱۸۶۹۶۲ | 2004 RK108  | ۹ سپتامبر ۲۰۰۴  |
| ۱۸۶۹۶۳ | 2004 RV140  | ۸ سپتامبر ۲۰۰۴  |
| ۱۸۶۹۶۴ | 2004 RV141  | ۸ سپتامبر ۲۰۰۴  |
| ۱۸۶۹۶۵ | 2004 RX143  | ۸ سپتامبر ۲۰۰۴  |
| ۱۸۶۹۶۶ | 2004 RA144  | ۸ سپتامبر ۲۰۰۴  |
| ۱۸۶۹۶۷ | 2004 RY150  | ۹ سپتامبر ۲۰۰۴  |
| ۱۸۶۹۶۸ | 2004 RX154  | ۱۰ سپتامبر ۲۰۰۴ |
| ۱۸۶۹۶۹ | 2004 RN161  | ۱۰ سپتامبر ۲۰۰۴ |
| ۱۸۶۹۷۰ | 2004 RR176  | ۱۰ سپتامبر ۲۰۰۴ |
| ۱۸۶۹۷۱ | 2004 RW176  | ۱۰ سپتامبر ۲۰۰۴ |
| ۱۸۶۹۷۲ | 2004 RB177  | ۱۰ سپتامبر ۲۰۰۴ |
| ۱۸۶۹۷۳ | 2004 RY184  | ۱۰ سپتامبر ۲۰۰۴ |
| ۱۸۶۹۷۴ | 2004 RK188  | ۱۰ سپتامبر ۲۰۰۴ |
| ۱۸۶۹۷۵ | 2004 RY209  | ۱۱ سپتامبر ۲۰۰۴ |
| ۱۸۶۹۷۶ | 2004 RX221  | ۱۳ سپتامبر ۲۰۰۴ |
| ۱۸۶۹۷۷ | 2004 RT226  | ۹ سپتامبر ۲۰۰۴  |
| ۱۸۶۹۷۸ | 2004 RL257  | ۹ سپتامبر ۲۰۰۴  |
| ۱۸۶۹۷۹ | 2004 RT257  | ۹ سپتامبر ۲۰۰۴  |
| ۱۸۶۹۸۰ | 2004 RW292  | ۱۰ سپتامبر ۲۰۰۴ |
| ۱۸۶۹۸۱ | 2004 RD329  | ۱۵ سپتامبر ۲۰۰۴ |
| ۱۸۶۹۸۲ | 2004 RS340  | ۷ سپتامبر ۲۰۰۴  |
| ۱۸۶۹۸۳ | 2004 RW340  | ۷ سپتامبر ۲۰۰۴  |
| ۱۸۶۹۸۴ | 2004 SV16   | ۱۷ سپتامبر ۲۰۰۴ |
| ۱۸۶۹۸۵ | 2004 SN47   | ۱۸ سپتامبر ۲۰۰۴ |
| ۱۸۶۹۸۶ | 2004 SQ48   | ۲۰ سپتامبر ۲۰۰۴ |
| ۱۸۶۹۸۷ | 2004 SD58   | ۱۶ سپتامبر ۲۰۰۴ |
| ۱۸۶۹۸۸ | 2004 TM6    | ۲ اکتبر ۲۰۰۴    |
| ۱۸۶۹۸۹ | 2004 TX6    | ۳ اکتبر ۲۰۰۴    |
| ۱۸۶۹۹۰ | 2004 TD7    | ۵ اکتبر ۲۰۰۴    |
| ۱۸۶۹۹۱ | 2004 TS8    | ۶ اکتبر ۲۰۰۴    |
| ۱۸۶۹۹۲ | 2004 TZ8    | ۷ اکتبر ۲۰۰۴    |
| ۱۸۶۹۹۳ | 2004 TB13   | ۶ اکتبر ۲۰۰۴    |
| ۱۸۶۹۹۴ | 2004 TC14   | ۱۰ اکتبر ۲۰۰۴   |
| ۱۸۶۹۹۵ | 2004 TE66   | ۵ اکتبر ۲۰۰۴    |
| ۱۸۶۹۹۶ | 2004 TK68   | ۵ اکتبر ۲۰۰۴    |
| ۱۸۶۹۹۷ | 2004 TX77   | ۲ اکتبر ۲۰۰۴    |
| ۱۸۶۹۹۸ | 2004 TW87   | ۵ اکتبر ۲۰۰۴    |
| ۱۸۶۹۹۹ | 2004 TN97   | ۵ اکتبر ۲۰۰۴    |
| ۱۸۷۰۰۰ | 2004 TQ106  | ۷ اکتبر ۲۰۰۴    |